# Hyundai Elantra
Hyundai Elantra, známý také jako Hyundai Avante, je automobil nižší střední třídy vyráběný jihokorejskou automobilkou Hyundai od roku 1990. Na některých evropských trzích včetně českého a v Austrálii se Elantra původně prodávala pod názvem Hyundai Lantra. V Austrálii to bylo kvůli podobně pojmenovanému modelu Mitsubishi Magna Elante; na jiných trzích se podobně název Avante nepoužívá kvůli podobnosti s označením „Avant“, které používá Audi pro svou řadu vozů kombi. Název byl pro třetí generaci v roce 2003 celosvětově standardizován jako „Elantra“ (s výjimkou Jižní Koreje a Singapuru, kde vůz zůstal jako Avante).

## První generace (J1, 1990)
Model Elantra první generace (kódové označení J1) byl uvedený na trh v říjnu 1990.
V Evropě se vůz prodával od jara 1991. Nahradil zvenčí poněkud větší model Stellar, ačkoli ten se na mnoha trzích nenabízel. Elantra konkurovala vozům jako Ford Sierra a Opel Vectra, ale za podstatně nižší cenu.

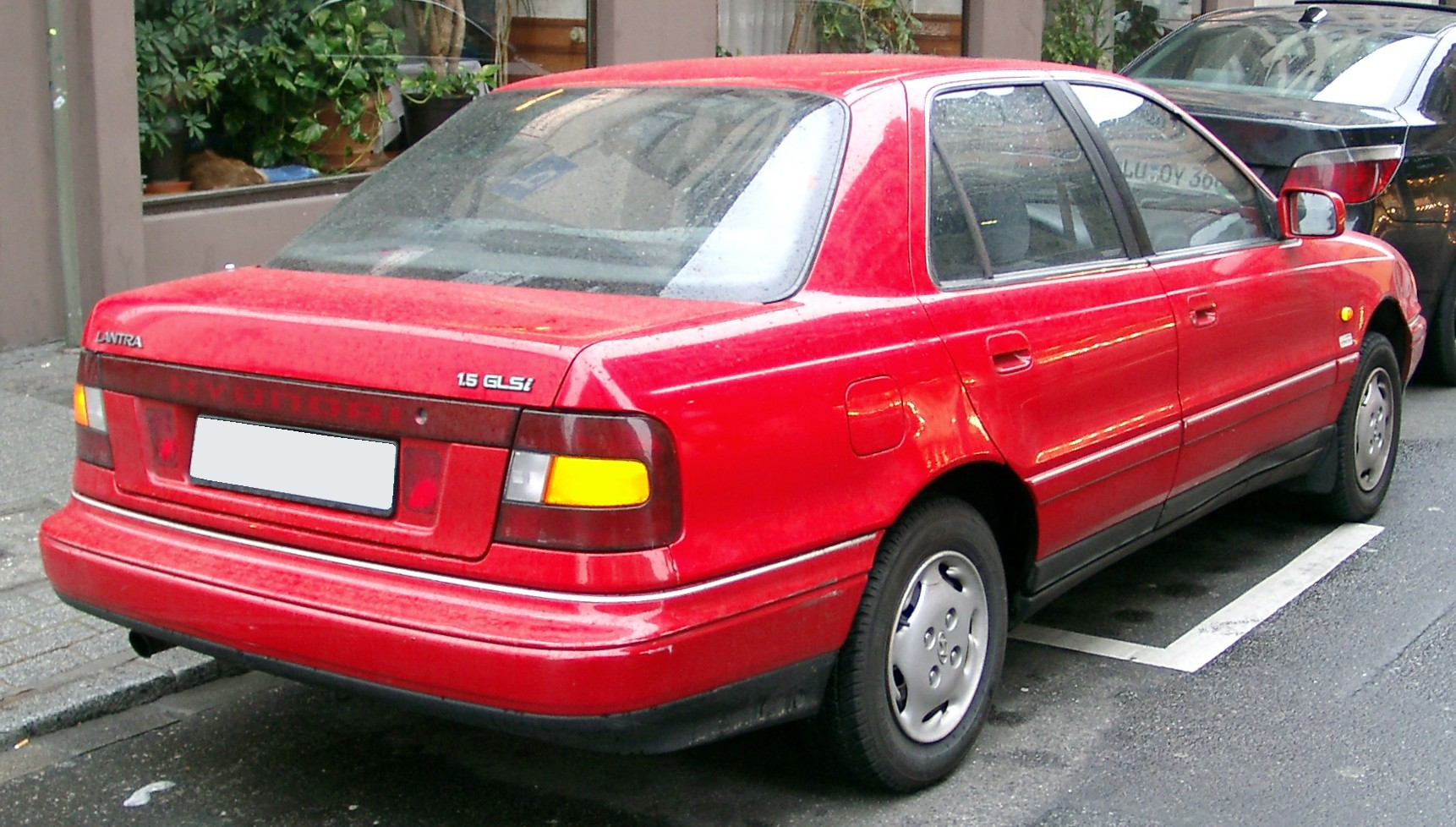
Hyundai Elantra (před faceliftem, 1992)

Elantru poháněl řadový čtyřválec 1,6 litru zkonstruovaný automobilkou Mitsubishi. Tento šestnáctiventilový agregát s rozvodem DOHC dosahoval výkonu 113 koní (83 kW) při 6 000 ot/min a Elantra s ním zrychlila na rychlost 100 km/h za 9,5 sekundy. Čtvrt míle (0,4 km) ujela za 17,1 s a dosáhla rychlosti 130 km/h. Maximální rychlost byla 187 km/h. V městském provozu měla Elantra spotřebu přibližně 11 litrů na 100 kilometrů. Od roku 1993 byla k dispozici varianta s řadovým čtyřválcem o objemu 1,8 litru taktéž navržená Mitsubishi; tento agregát poskyoval výkon 135 koní (99 kW) při 6 000 ot/min a na domácím trhu nahradil dvouvačkový motor 1,6l.

### Facelifty
V roce 1992 byl vůz pro evropský trh mírně modernizován a na masku chladiče bylo přidáno současné logo Hyundai, severoamerické modely si však zachovaly vzhled z předchozího roku. V roce 1993 byl vůz znovu faceliftován. Třetí (v Severní Americe druhý) a poslední facelift této generace proběhl v roce 1994 a týkal se přední i zadní masky. Vůz byl vybaven brzdami s ABS, předními airbagy, mlhovkami, elektricky ovládanými bočními zrcátky a volitelnými sedmipaprskovými koly z lehkých slitin.

V letech 1995 až 1998 se Elantra první generace vyráběla a prodávala také pro indonéský trh pod názvem Bimantara Nenggala, a byla k dispozici pouze s motorem o objemu 1,6 litru.

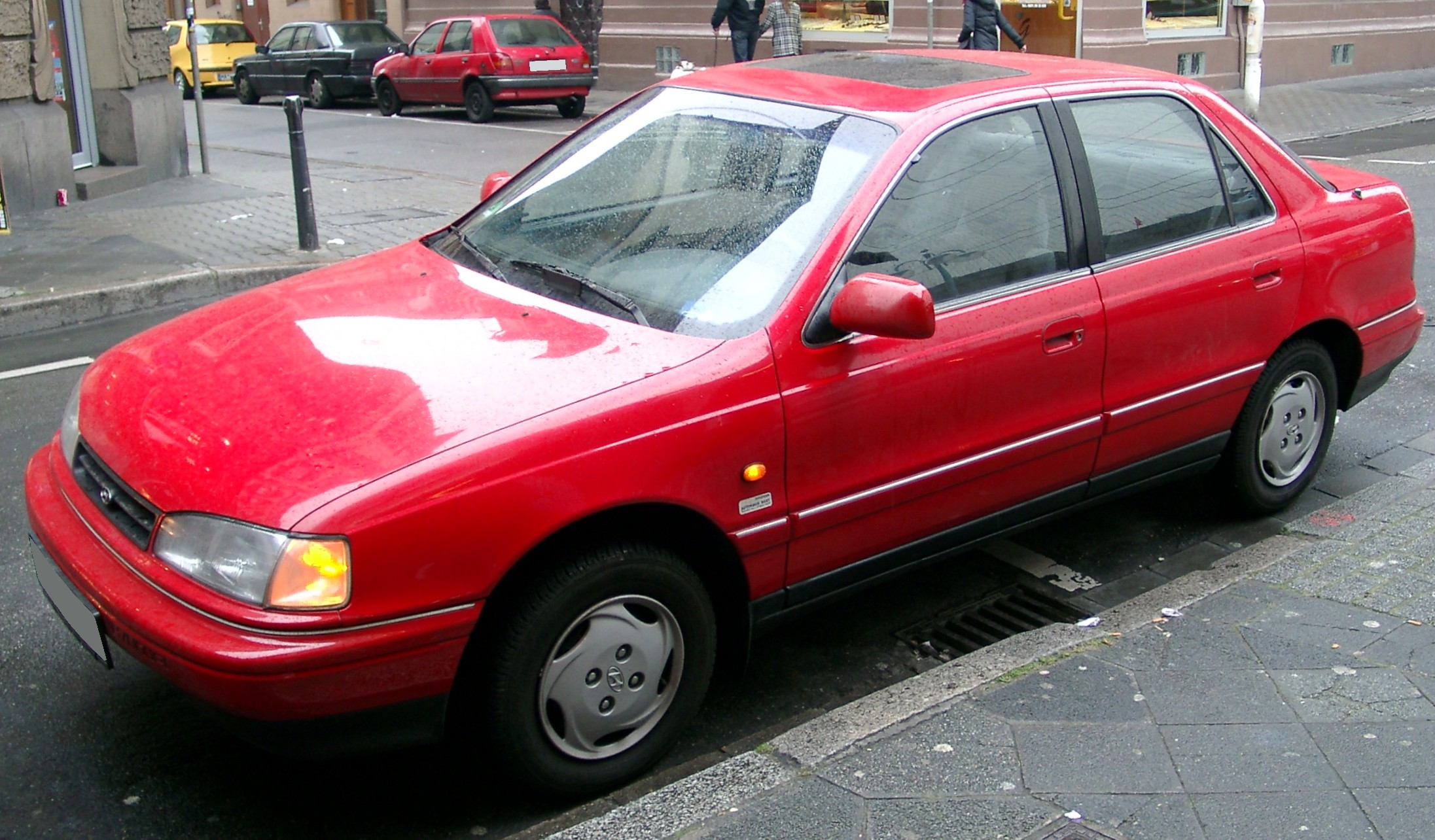
Hyundai Elantra (před faceliftem, 1992)
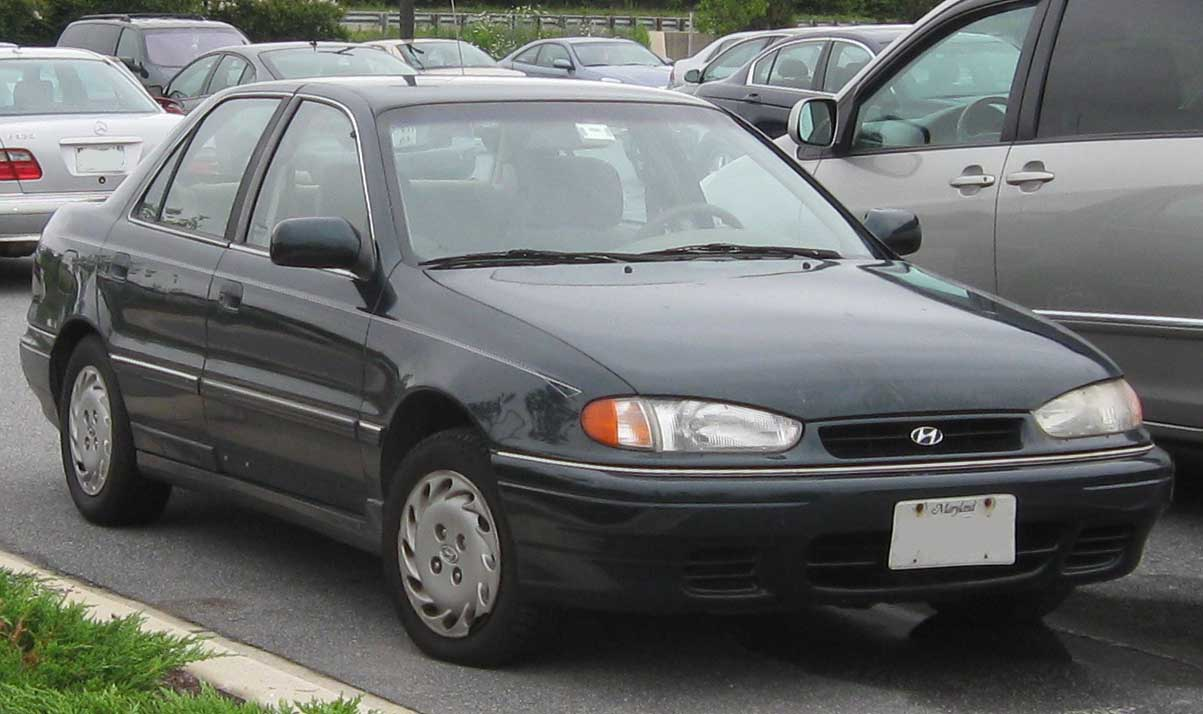
Hyundai Elantra (třetí facelift, 1994)
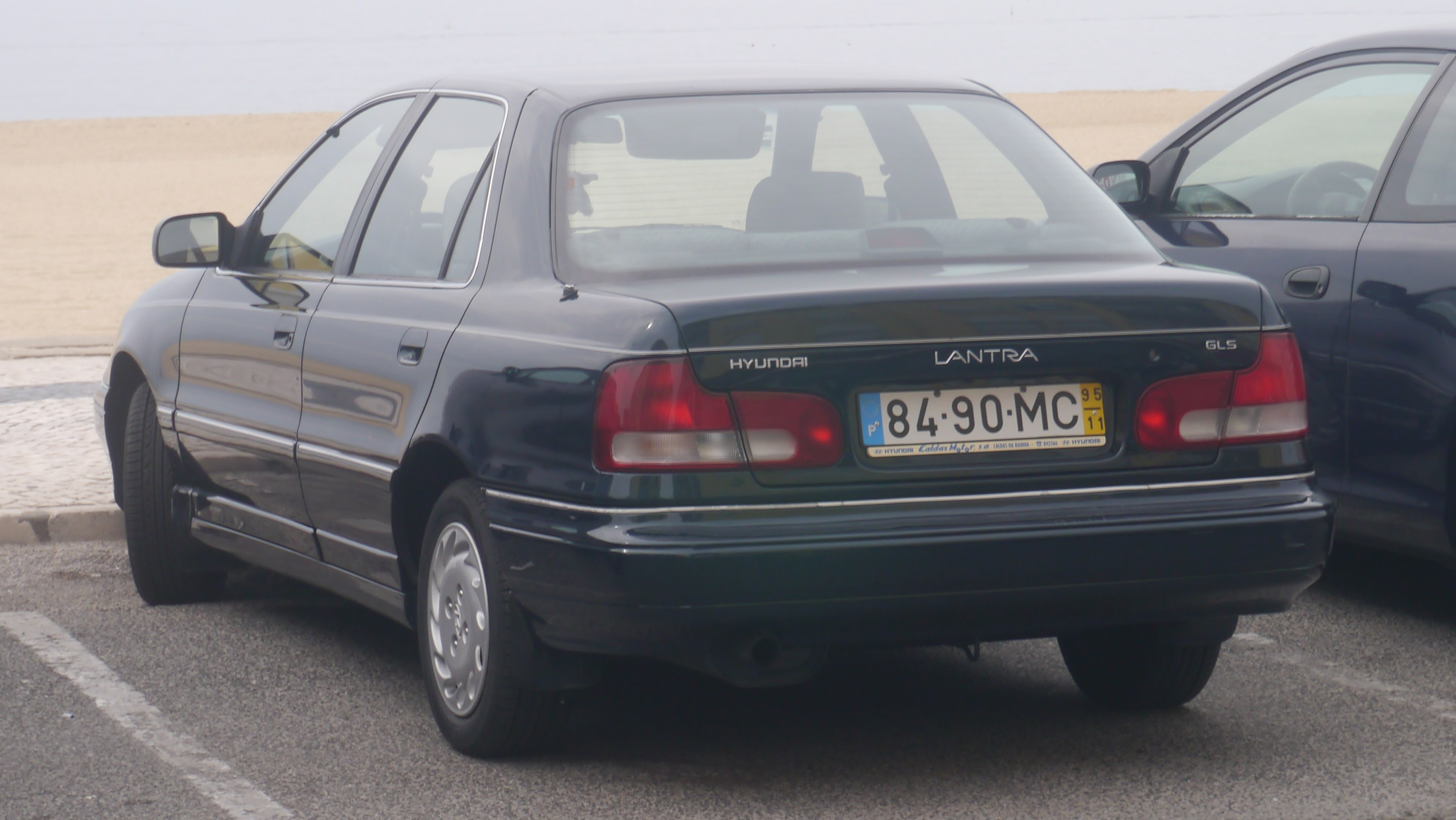
Hyundai Elantra (třetí facelift, 1994)

## Druhá generace (J2/RD, 1995)

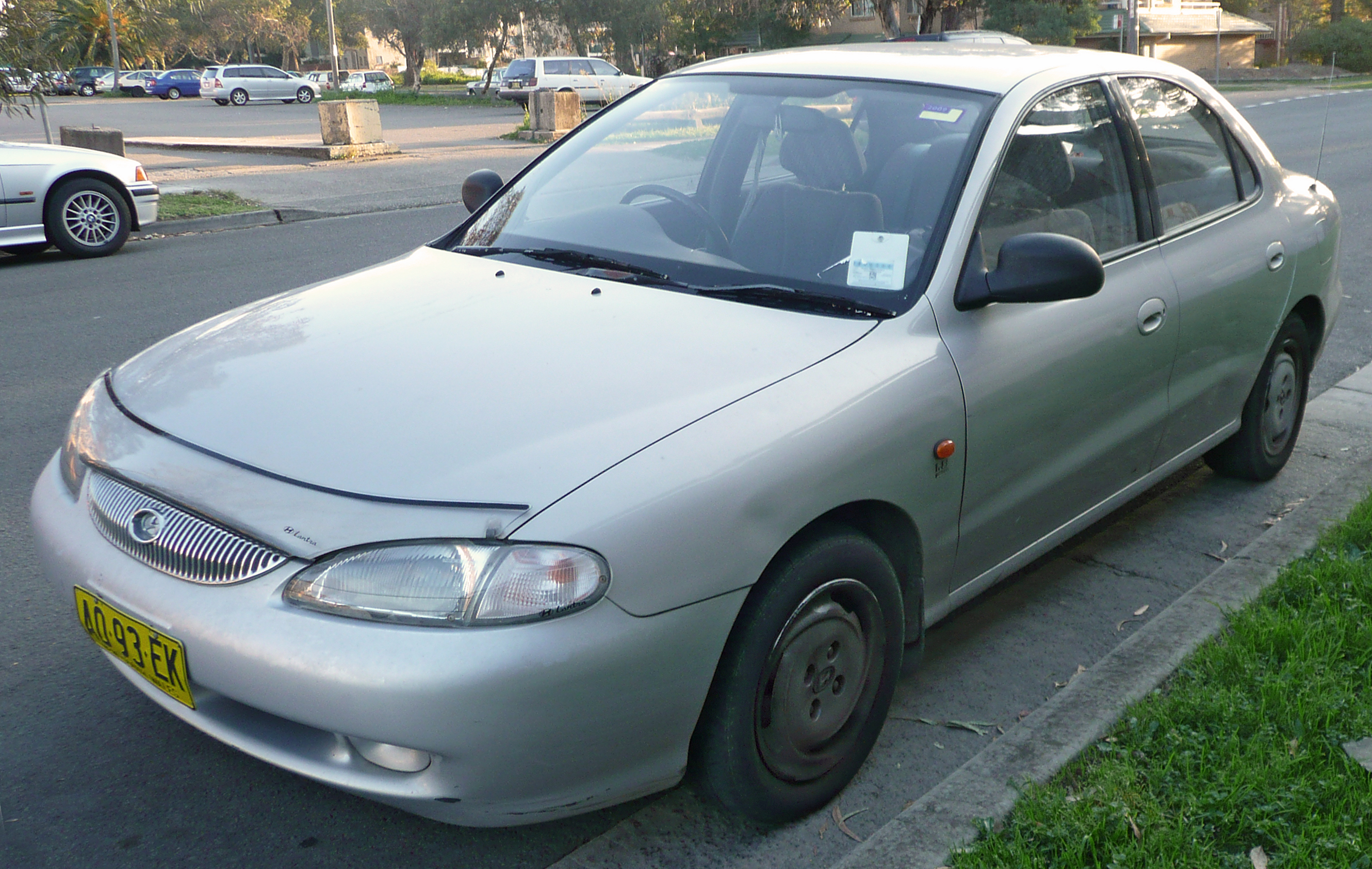
Hyundai Elantra (před faceliftem, evropská verze Lantra)

Druhá generace (kódové označení J2 nebo RD), uvedená na trh v roce 1995, byla nabízena ve karoseriích sedan a kombi. Na jihokorejském trhu se prodávala jako „Hyundai Avante“ v provedení sedan a „Avante Touring“ ve verzi s karoserií kombi. V Evropě a v Austrálii zůstala druhá generace u jména „Hyundai Lantra“ podle první generace. Vozy kombi na australském trhu dostaly název „Lantra Sportswagon“.
V Evropě měly modely sedan v letech 1995 až 1998 (do faceliftu) stříbrnou falešnou mřížku na přídi, zatímco kombi žádnou přední mřížku nemělo, stejně jako modely sedan mimo Evropu.

Při uvedení na trh byl na domácím trhu k dispozici zážehové řadové čtyřválce 1,5 litru Alpha SOHC (61 kW a 82 koní) a 1,8 litru Beta DOHC (95 kW a 127 koní). Později byl přidán zážehový motor 1,5 litru s 66 kW a 89 koňmi, který vycházel z motoru Alpha DOHC. V Evropě byl k dispozici motor Beta DOHC (G4GR) o objemu 1,6 litru, který měl taktéž výkon 66 kW a 89 koní.

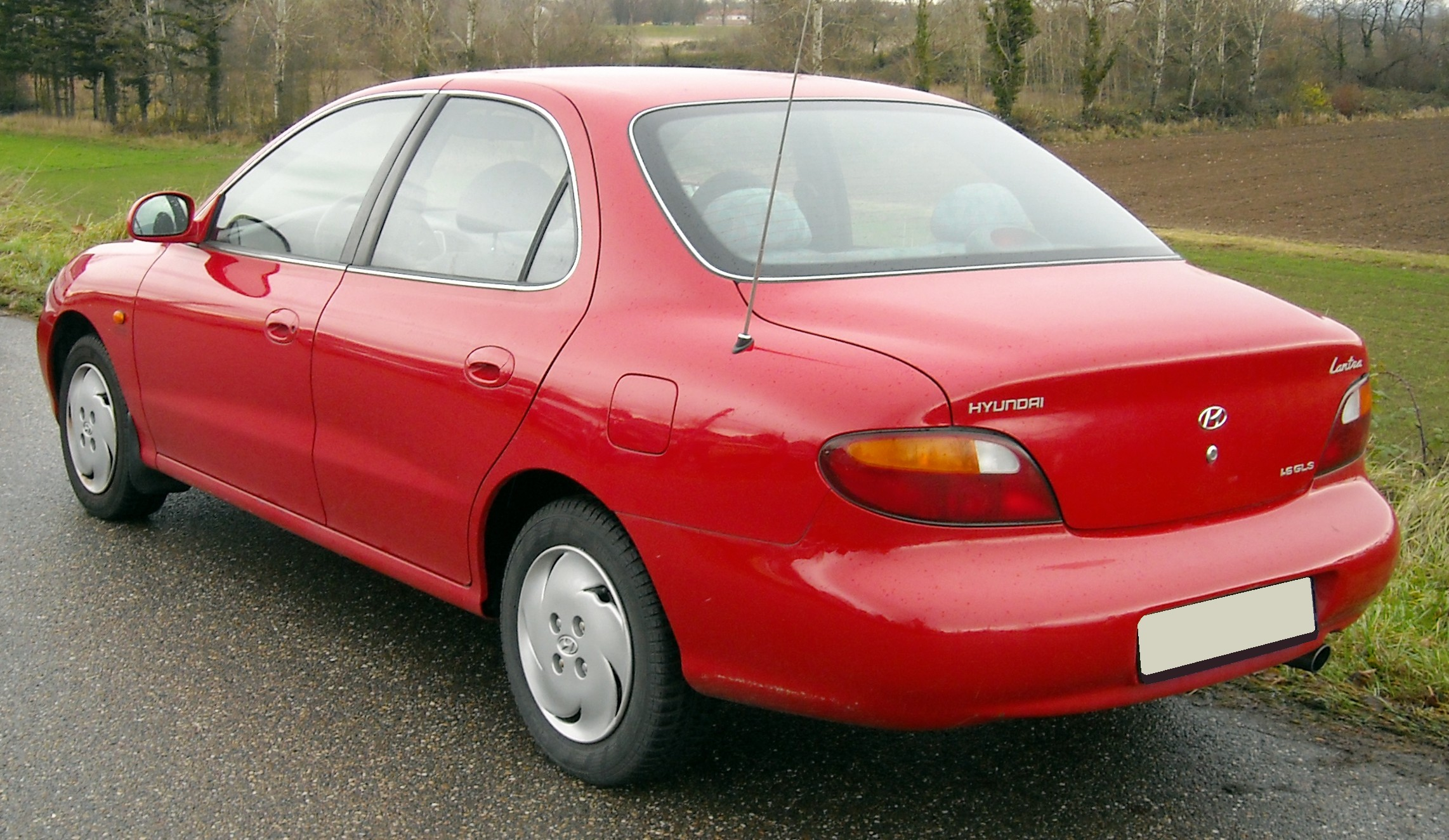
Hyundai Elantra (před faceliftem)
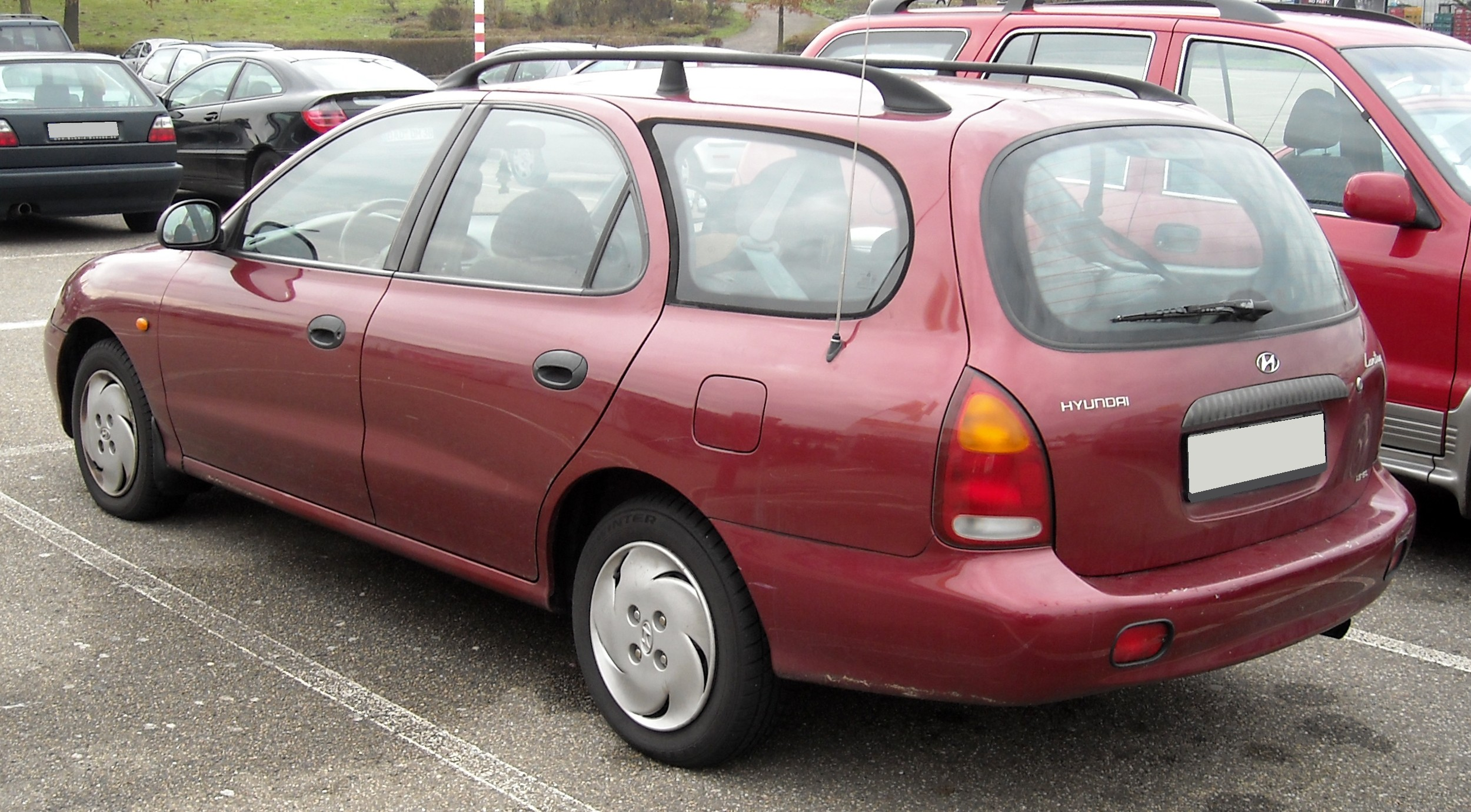
Hyundai Elantra Kombi (před faceliftem)

### Facelift (1998)
V roce 1998 přišly s faceliftem nové mřížky vepředu i vzadu a zároveň se Lantra v Evropě sjednotila do jednotného designu přední části, jak u sedanu, tak u kombi. Model dostal kódové označení „J3“ nebo „RD2“. Pro některé evropské trhy byla přidána také varianta vznětového motoru 1,9 litru od koncernu PSA s výkonem 68 koní (50 kW). Nově byla k dispozici i varianta s motorem o objemu 2,0 litru.

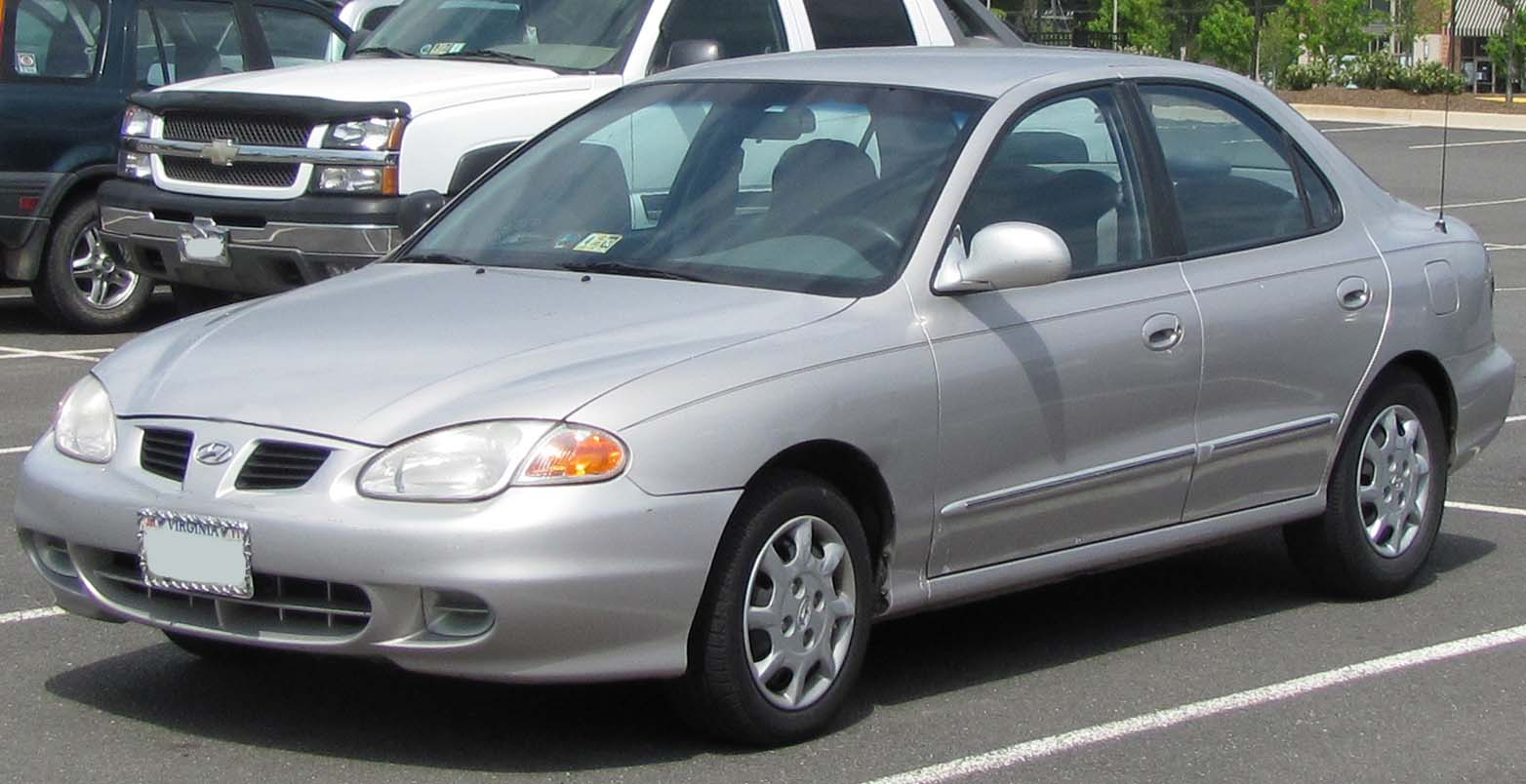
Hyundai Elantra (facelift)
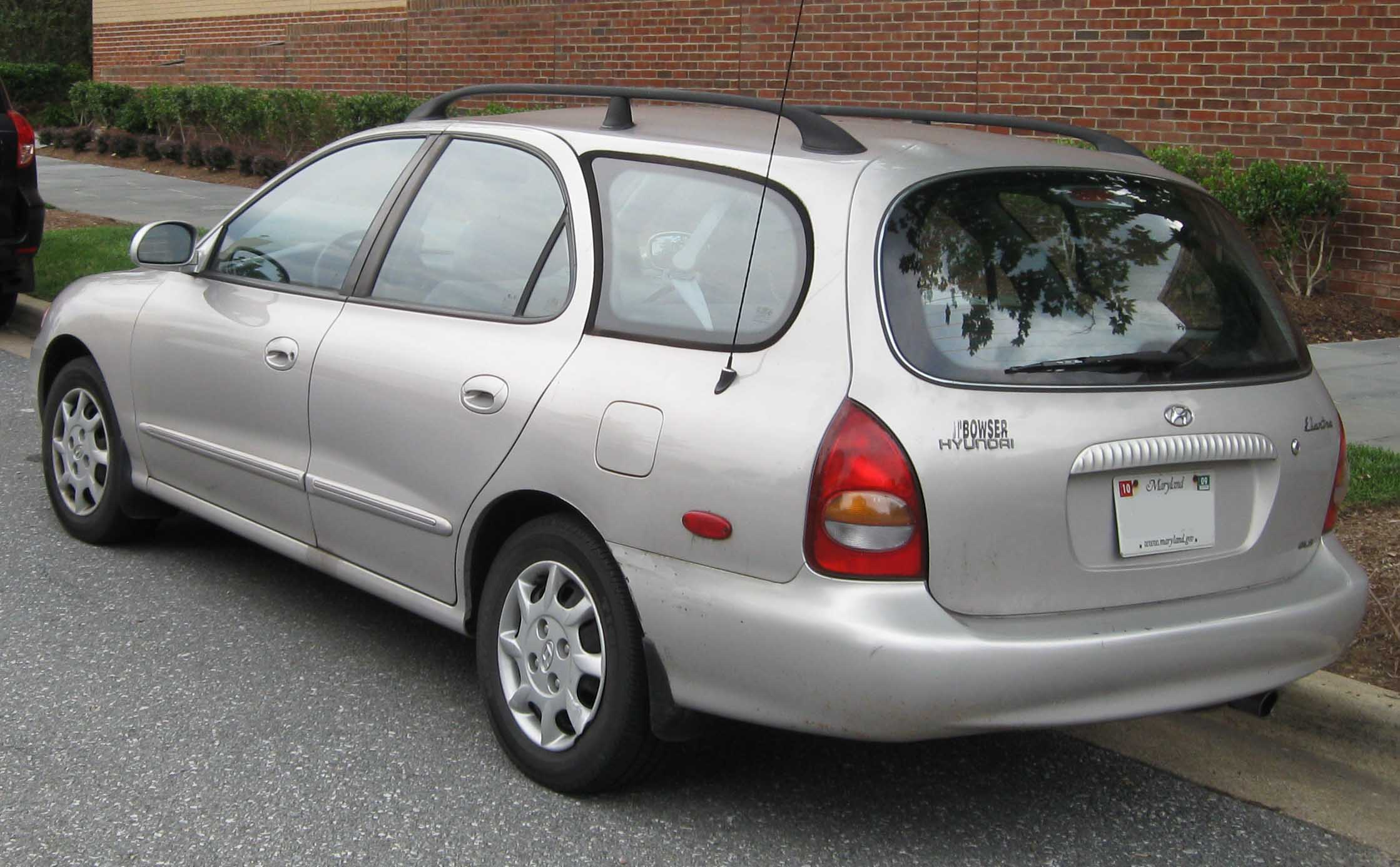
Hyundai Elantra Kombi (facelift)

## Třetí generace (XD, 2000)

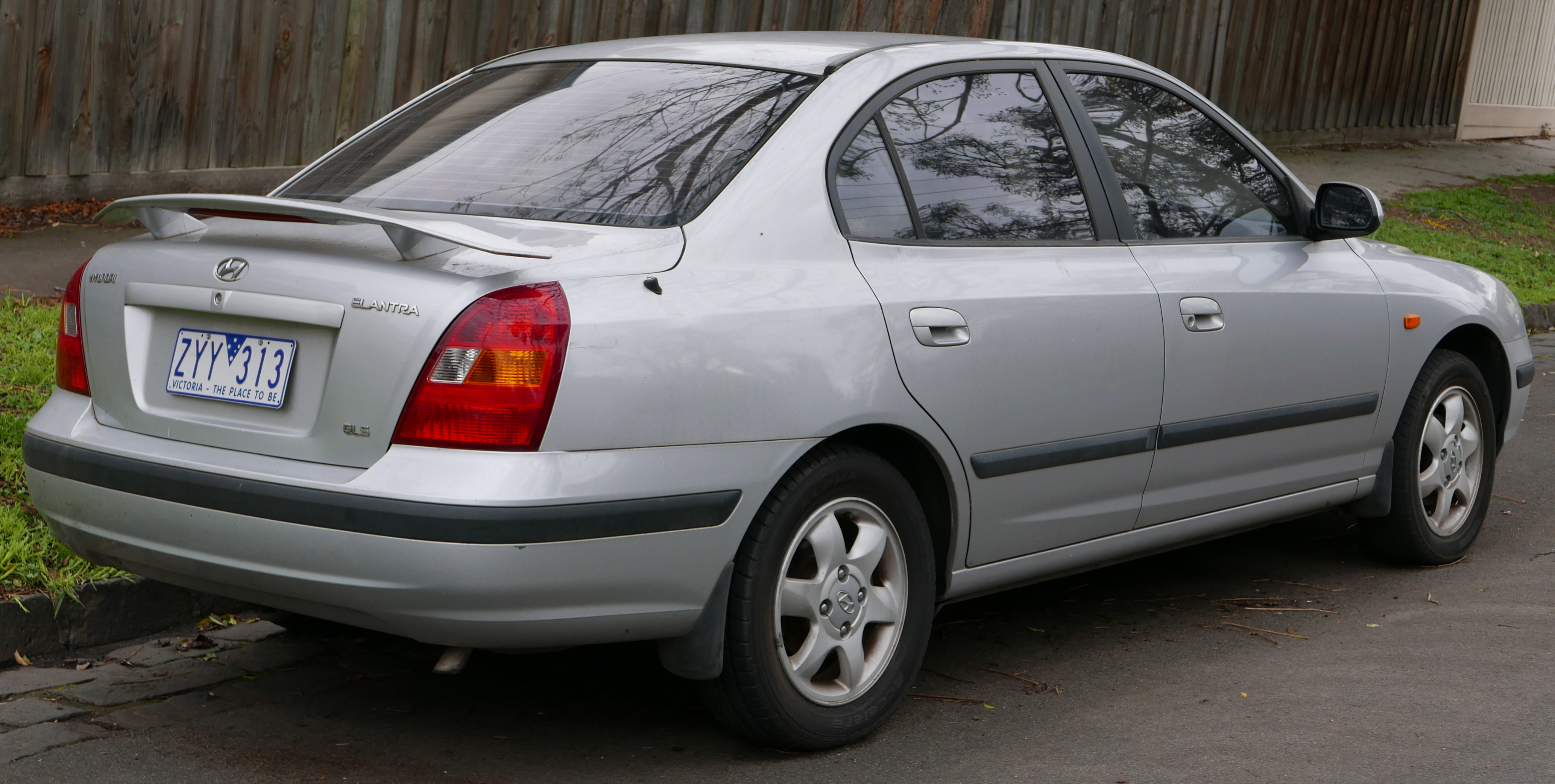
Hyundai Elantra (před faceliftem, sedan)

Třetí generace modelu Elantra (kódové označení XD) byla uvedena na trh v roce 2000. Verze kombi byla vypuštěna a nahrazena pětidveřovým liftbackem. Evropské a australské modely, které se v předchozích dvou generacích jmenovaly Lantra, byly sjednoceny se zbytkem světa s výjimkou Jižní Koreje v názvu Elantra. Od roku 2001 byly všechny Elantry standardně vybaveny čelními a bočními airbagy, klimatizací, elektrickým zamykáním, elektrickým ovládáním oken a posilovačem řízení. Moderní výbavou chtěl Hyundai zlepšit své postavení na především americkém trhu, kde byla značka považovaná za lacinou, a chtěl navázat na úspěch modelu Santa Fe, jenž začal renomé značky měnit.

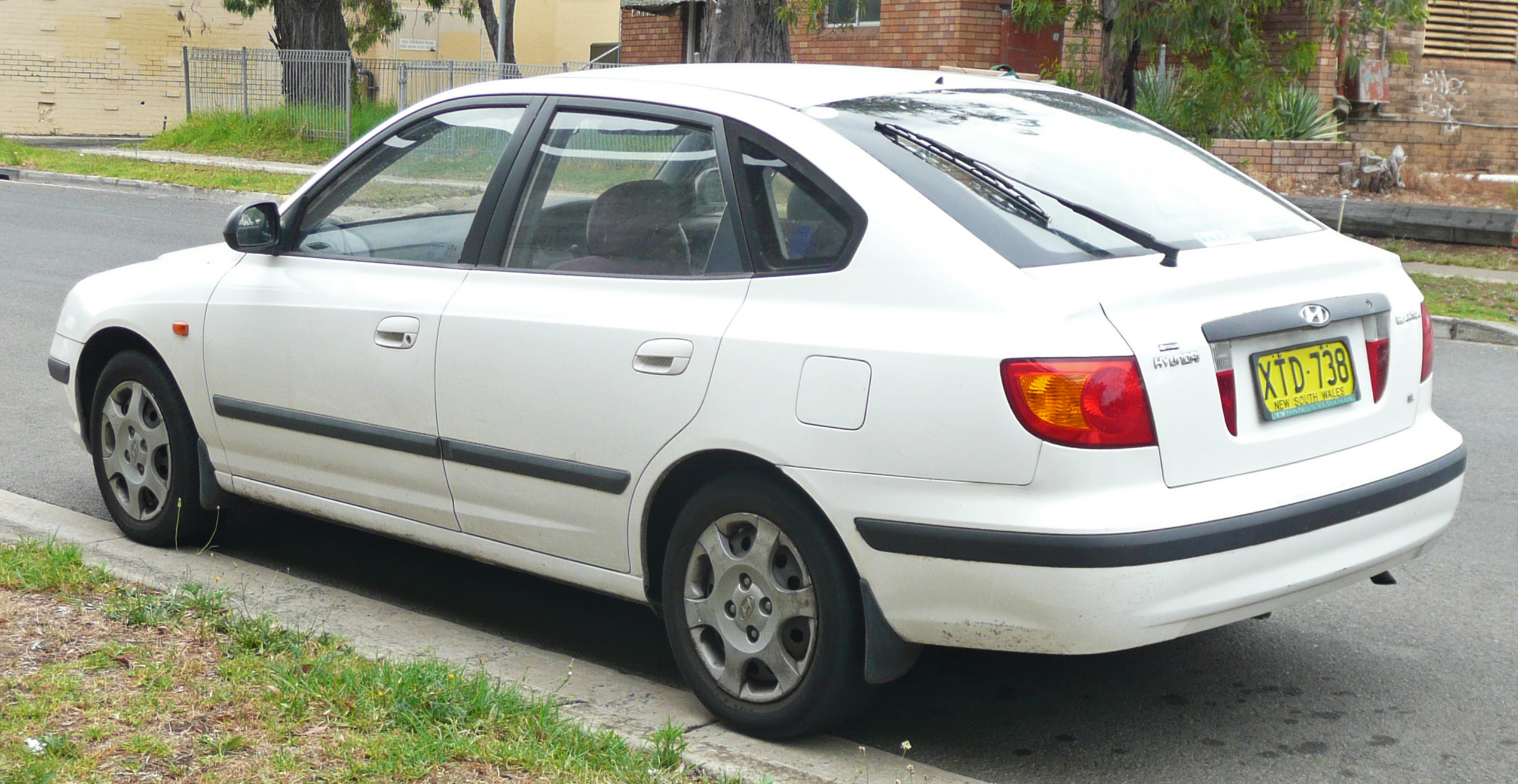
Hyundai Elantra (před faceliftem, liftback)

Ve Spojených státech je standardem pro model Elantra výbava GLS. Nejvyšší výbava GT měla tužší odpružení, kožená sedadla, mlhová světla, kola z lehkých slitin, malý zadní spoiler a modře podsvícený přístrojový štít. Jako liftback se výbava GT nabízela od roku 2001 a její jedinou příplatkovou výbavou bylo elektricky ovládané střešní okno, protiblokovací systém brzd s kontrolou trakce a MP3/CD přehrávač značky Kenwood. Výbava GT v karoserii sedan byla představena v roce 2003 a její výroba byla ukončena v roce 2005. Pro modelový rok 2006 byla výbava GT nahrazena výbavou Limited, která se vyznačovala novými barvami laku, chromovanou vertikální mřížkou chladiče, koženým interiérem s koženým volantem a koženou řadicí pákou a dřevěným obložením. Výbava Limited měla ocelové ráfky se šestipaprskovým krytem, které byly ale již součástí základní výbavy GLS. Výbava GT pro pětidveřový liftback se vyráběla po zbytek modelového roku 2006.
Třetí generace modelu Elantra byla k dispozici s zážehovými motory o objemu 1,6, 1,8 a 2,0 litru a turbodieselem CRDi o objemu 2,0 litru. Severoamerické modely byly k dispozici pouze s 2,0litrovým benzinovým motorem. Motor 1,8 litru je 1,6litrový motor upravený pro novozélandský trh. Na českém trhu se vůz prodával s motory 1,6l, 2,0l a 2,0l CRDi turbodieselem.

### Facelift (2003)
V roce 2003 prošly všechny karoserie na všech trzích modernizací (kódové označení XD2) pro modelový rok 2004; ta přinesla nové přední a zadní světlomety, novou mřížku chladiče, nový přední a zadní nárazník, přepracovanou kapotu a víko zavazadlového prostoru a také přepracovanou palubní desku.

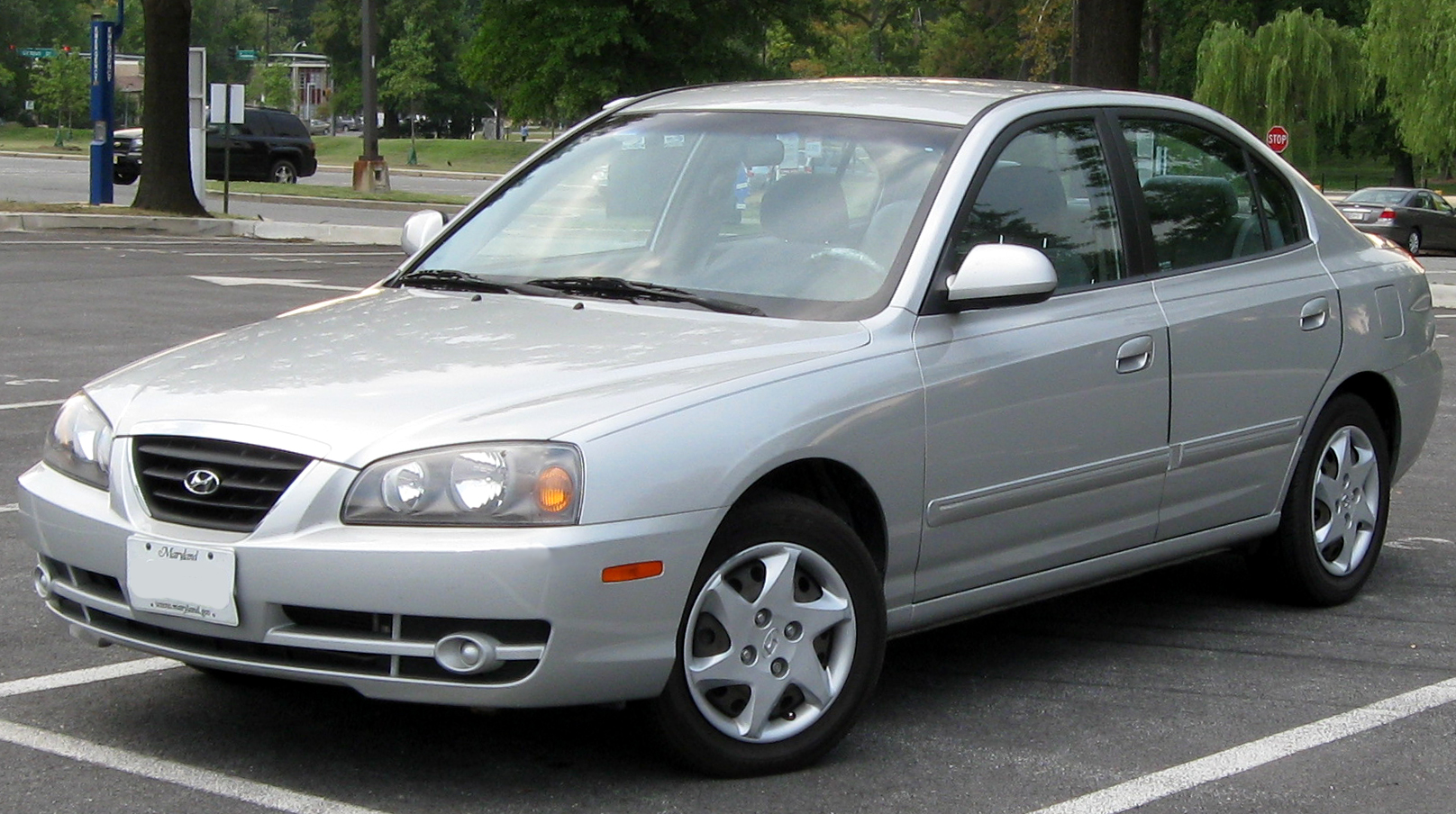
Hyundai Elantra (facelift, sedan)
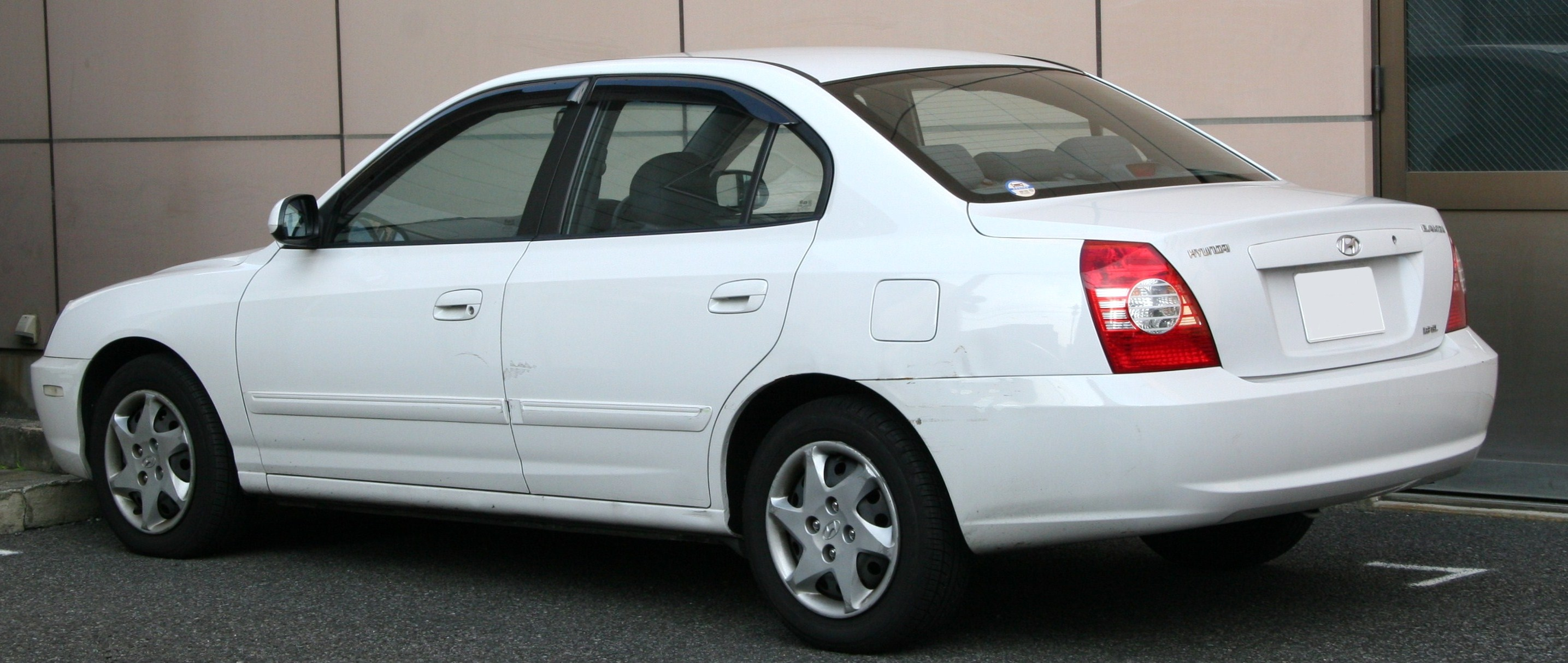
Hyundai Elantra (facelift, sedan)
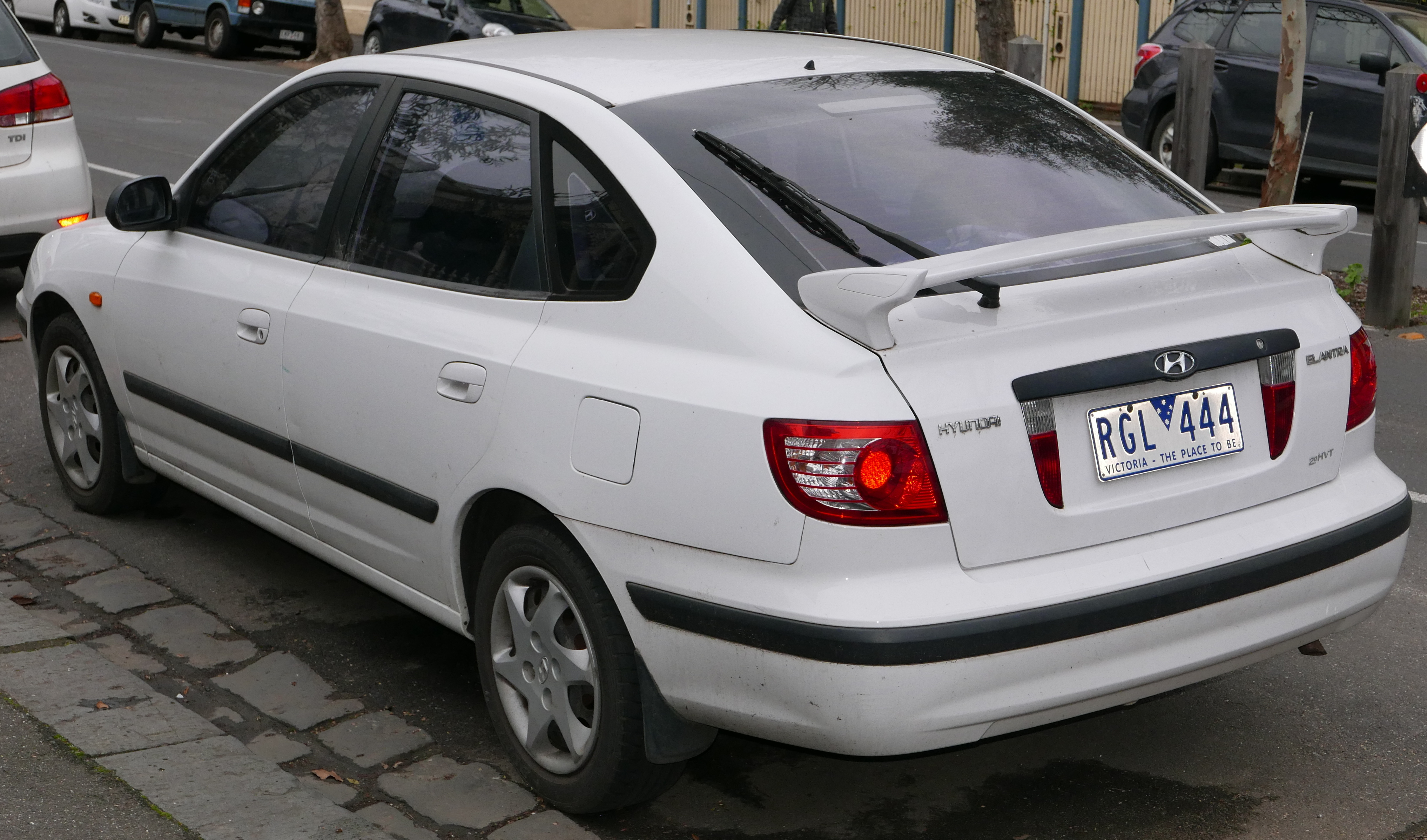
Hyundai Elantra (facelift, liftback)

## Čtvrtá generace (HD, 2006)
Čtvrtá generace modelu Elantra debutovala na mezinárodním autosalonu v New Yorku v roce 2006, tentokrát pouze jako karoserie sedan pro modelový rok 2007. Stejně jako dříve se čtvrtá generace prodávala na domácím jihokorejském trhu pod názvem Hyundai Avante. Vůz byl designově navržen v jazyce vzkříšeného designového stylu z 60. a 70. let minulého století, nazývaným „coke bottle styling“. Na většině evropských trzích, včetně toho českého, se čtvrtá generace Elantry neprodávala, a byla zde nahrazena hatchbackem a kombi i30.

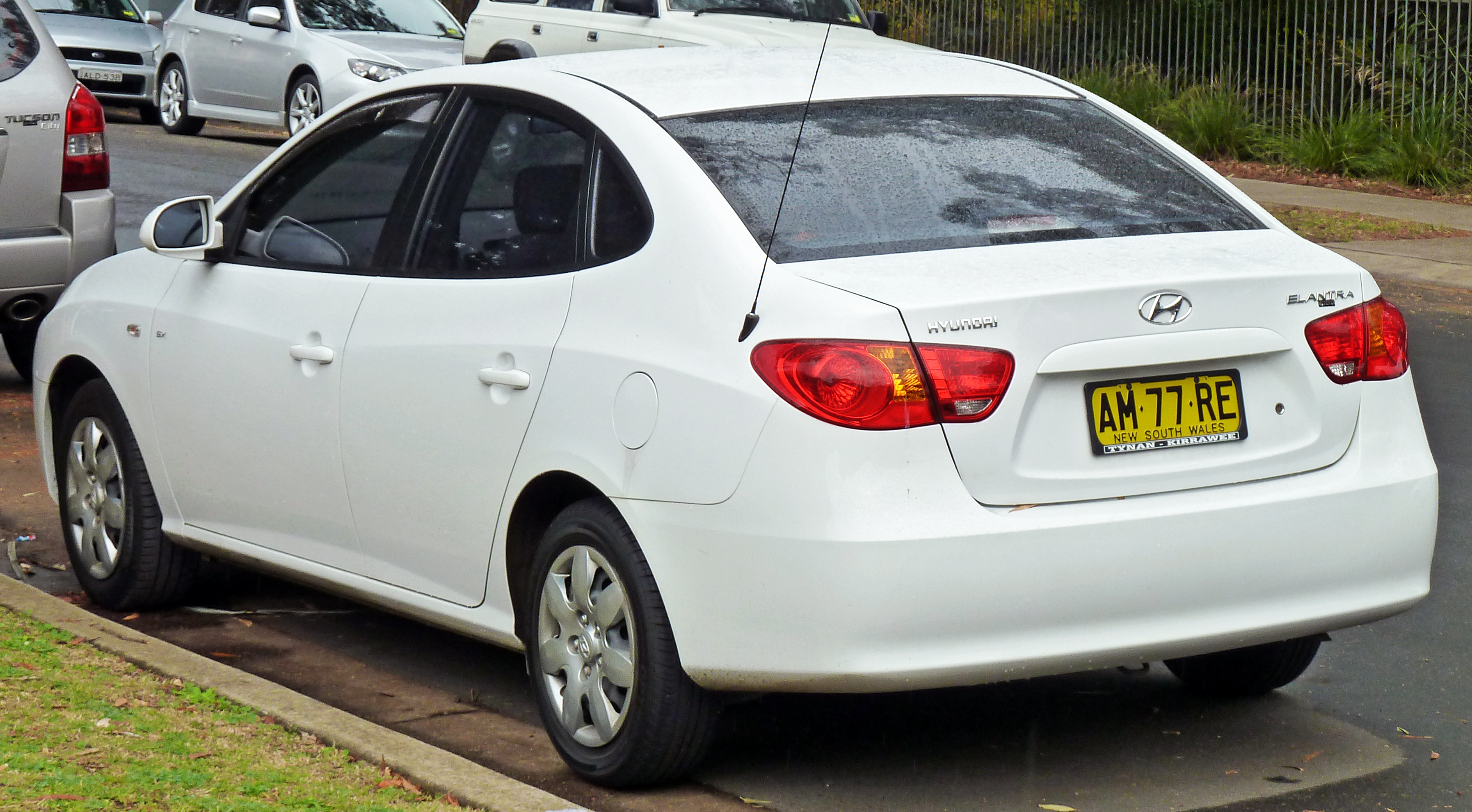
Hyundai Elantra (před faceliftem)

Nabídka motorů zahrnovala zážehové řadové čtyřválce 1,6l Gamma a 2,0l Beta II a vznětový čtyřválec 1,6l s turbodmychadlem. Všechny motory se vyznačovaly lepší spotřebou paliva než u předchozí generace. Standardem byla pětistupňová manuální převodovka a volitelně čtyřstupňová automatická převodovka.
V Severní Americe byl nabízen pouze motor o objemu 2,0 litru. Na rozdíl od třetí generace neobsahovala základní výbava čtvrté generace Elantry klimatizaci, ale do standardní výbavy přidala boční záclonové airbagy (dříve pouze přední a boční), aktivní opěrky hlavy a kotoučové brzdy se čtyřkanálovým ABS. Elantra nabízela největší vnitřní prostor ve své třídě, což vedlo Agentura pro ochranu životního prostředí USA (EPA) k jejímu zařazení mezi vozy střední třídy. Aby zapnil mezeru po liftbacku/kombi, nabízel Hyundai ve Spojených státech a v Kanadě vůz Hyundai i30 v karoserii kombi pod názvem „Elantra Touring“. Jinde se stejný vůz prodával jako Hyundai i30cw.

### Facelift (2009)
V roce 2009 prošel vůz pro modelový rok 2010 mírným faceliftem. Byla přidána nová výbava „Blue“, základní výbava upravená pro dosažení nižší spotřeby paliva. Design mřížky chladiče byl mírně upraven a výbavy „Blue“ a „GLS“ dostaly chromované doplňky na zadní části. Interiér dostal chromované kliky dveří, nový metalický povrch interiéru, držáky nápojů a chromovaný volič převodovky pro nejvyšší výbavu „SE“. U výbav „GLS“ a „SE“ se standardem stala automatická převodovka, zatímco nižší výbava „Blue“ nabízela pouze manuální.

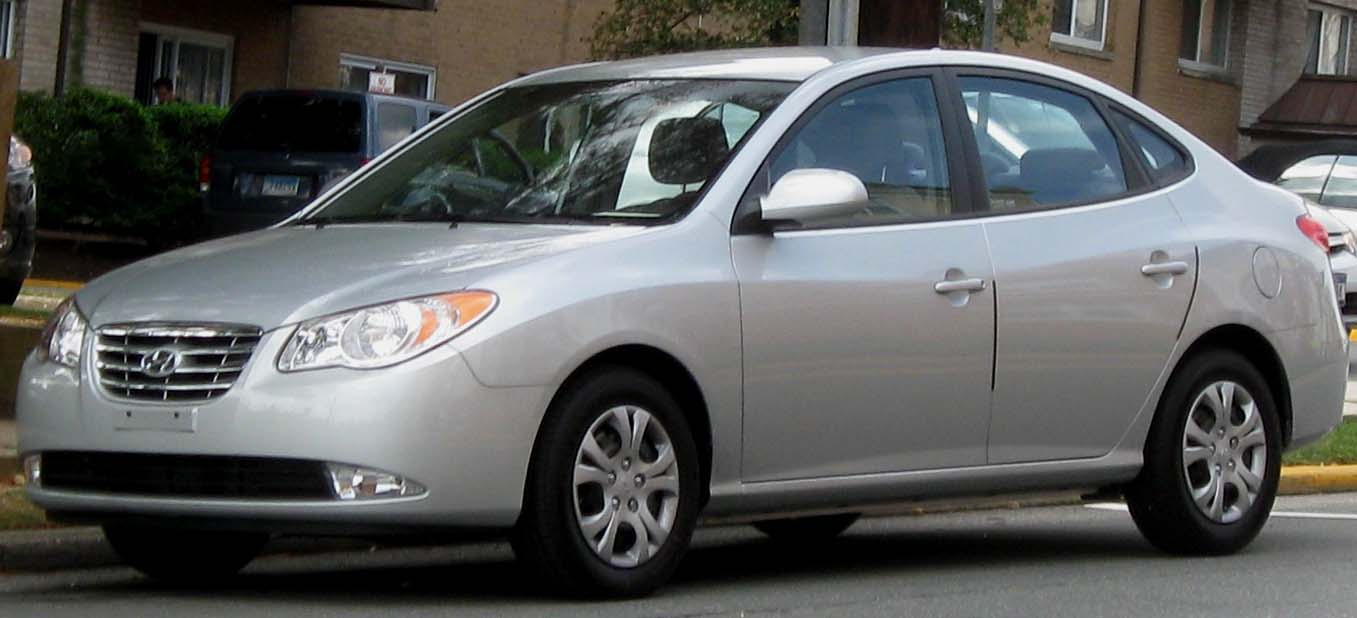
Hyundai Elantra (facelift, 2010)
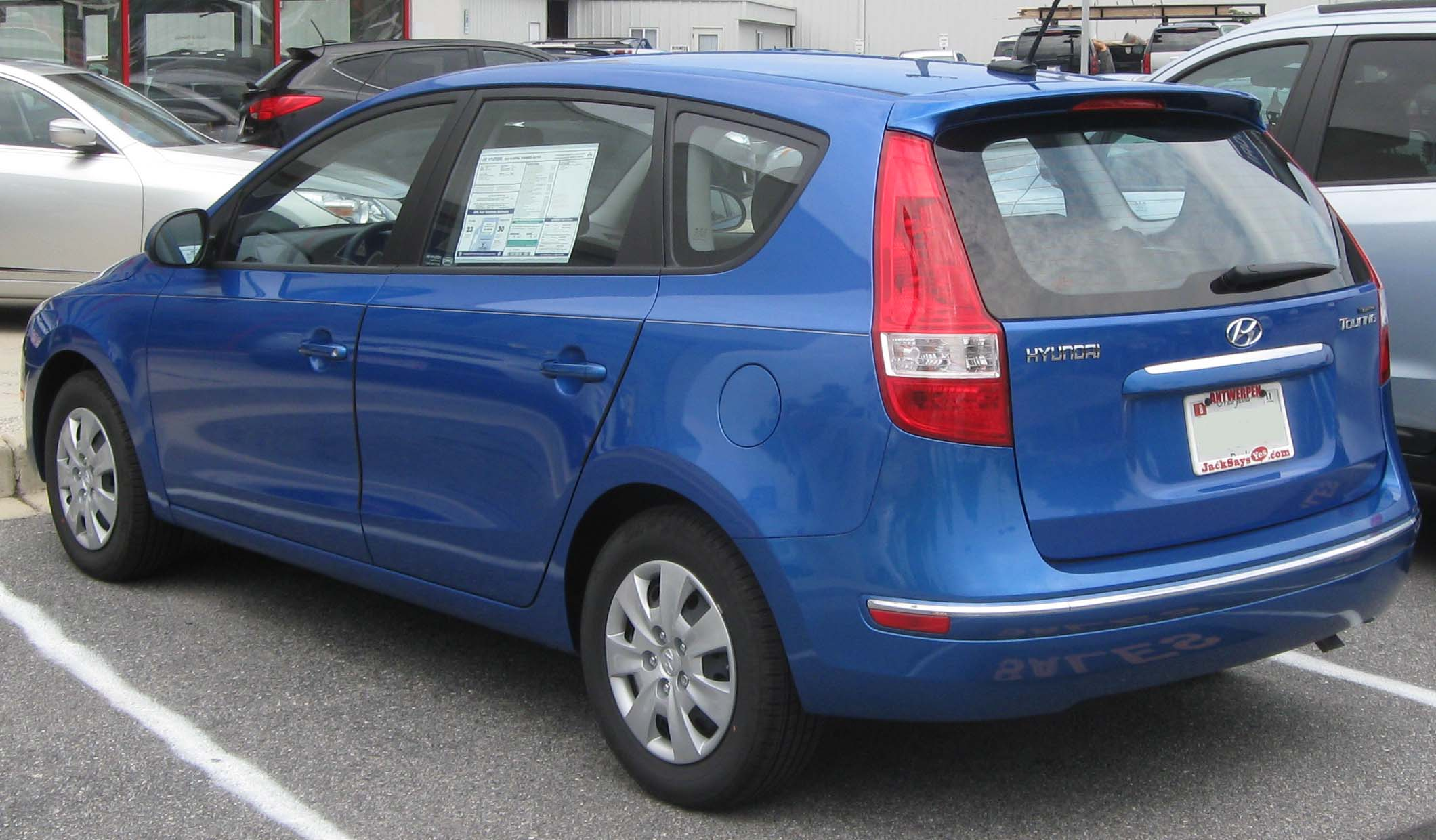
Hyundai Elantra Touring (jinde i30cw)

## Pátá generace (MD/UD, 2010)
Pátá generace modelu Elantra měla premiéru na mezinárodním autosalonu v Pusanu v dubnu 2010. Její kódové označení bylo „MD“ pro sedan, „UD“ pro sedany vyráběné v USA a „JK“ pro kupé. Tato generace se opět prodávala ve většině evropských zemí, včetně českého trhu. Vůz se již na první pohled podobal druhé generaci i30, na jehož základě byla Elantra postavena. Podvozky obou vozů měly podobnou konfiguraci a složení. Podobnost mezi i30 druhé generace a Elantrou pokračovala v designu přední části a v zavěšení kol. Design byl navržen v jazyce „fluidic sculpture“, který Hyundai poprvé použil u nové generace Sonaty.

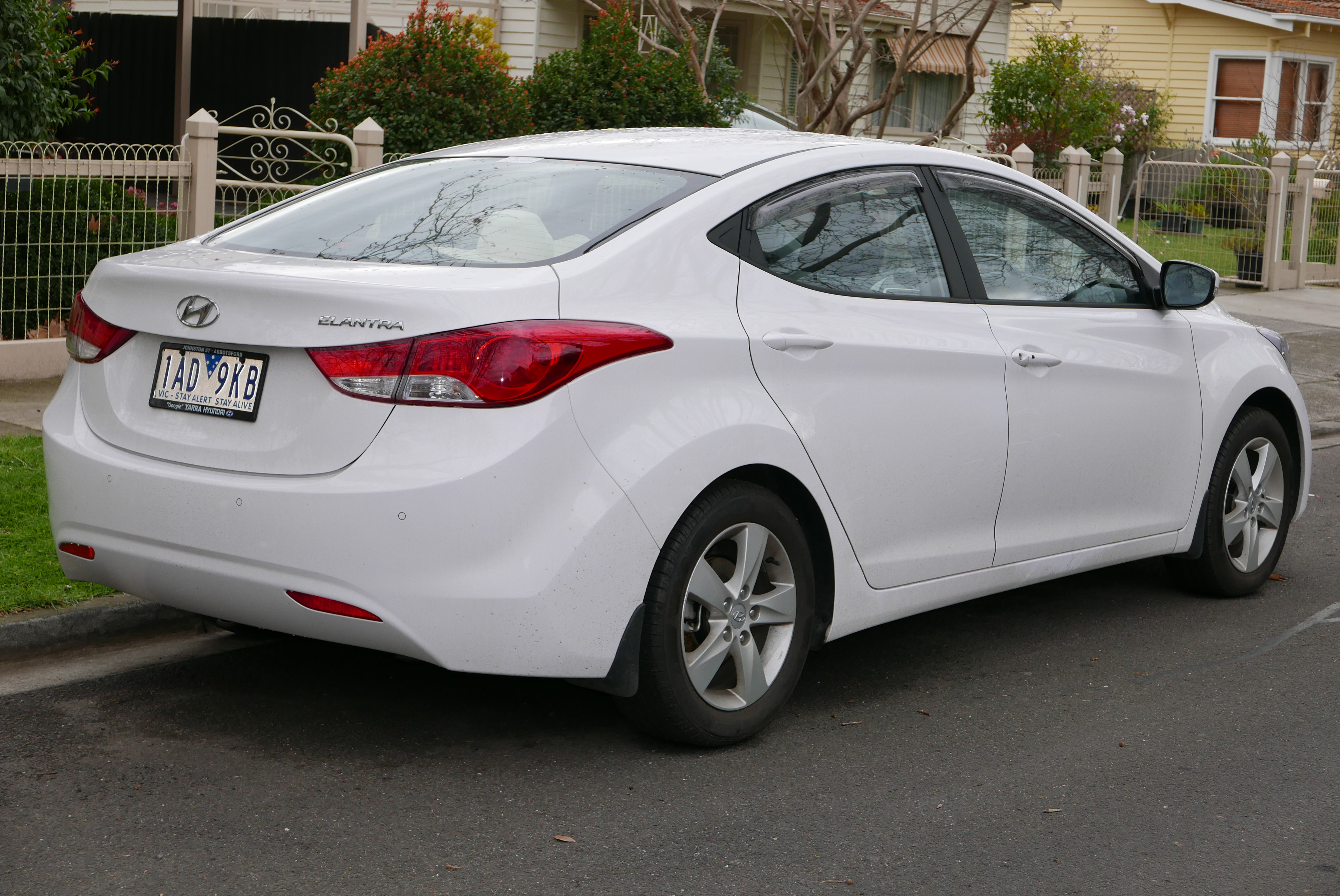
Hyundai Elantra (před faceliftem)

Pro americký a kanadský trh byla vybavena novým zážehovým motorem o objemu 1,8 litru, na ostatních trzích pak zážehovým motorem s přímým vstřikováním o objemu 1,6 litru, výkonem 103 kW (138 koní), který byl spojen s novou šestistupňovou automatickou nebo manuální převodovkou. Pro trhy, jako je Blízký východ, byl motor 1,6l ve verzi MPI s výkonem 128 koní. Na izraelský trh se dostala Elantra s motorem 1,6 GDI o výkonu 132 koní spojeným pouze se šestistupňovou automatickou převodovkou.
Nová generace se začala prodávat v srpnu 2010 v Jižní Koreji a první vozy zákazníci dostali mezi koncem roku 2010 a začátkem roku 2011 jako model pro rok 2011. Americká verze páté generace modelu Elantra měla premiéru na autosalonu v Los Angeles v roce 2010. Byla poháněna novým motorem 1,8l Nu o výkonu 148 koní. Úspoře paliva napomohl nízký součinitel odporu vzduchu, který činí pouhých 0,28. Blok motoru Nu je vyroben z hliníku namísto předchozí litiny. V USA byl vůz k dispozici ve dvou výbavách – GLS a Limited. Výbava Limited zahrnovala vyhřívaná přední a zadní sedadla, bezkontaktní klíč s elektronickým startováním tlačítkem s imobilizérem a navigaci s dotykovou obrazovkou. Prodeje v USA v roce 2011 dosáhly 186 361 kusů, což bylo o 41 % více než v roce 2010. Elantra byla na detroitském autosalonu v roce 2012 vyhlášena severoamerickým autem roku, když ve finálním hlasování porazila Ford Focus a Volkswagen Passat.

### Kupé (2012–2014)

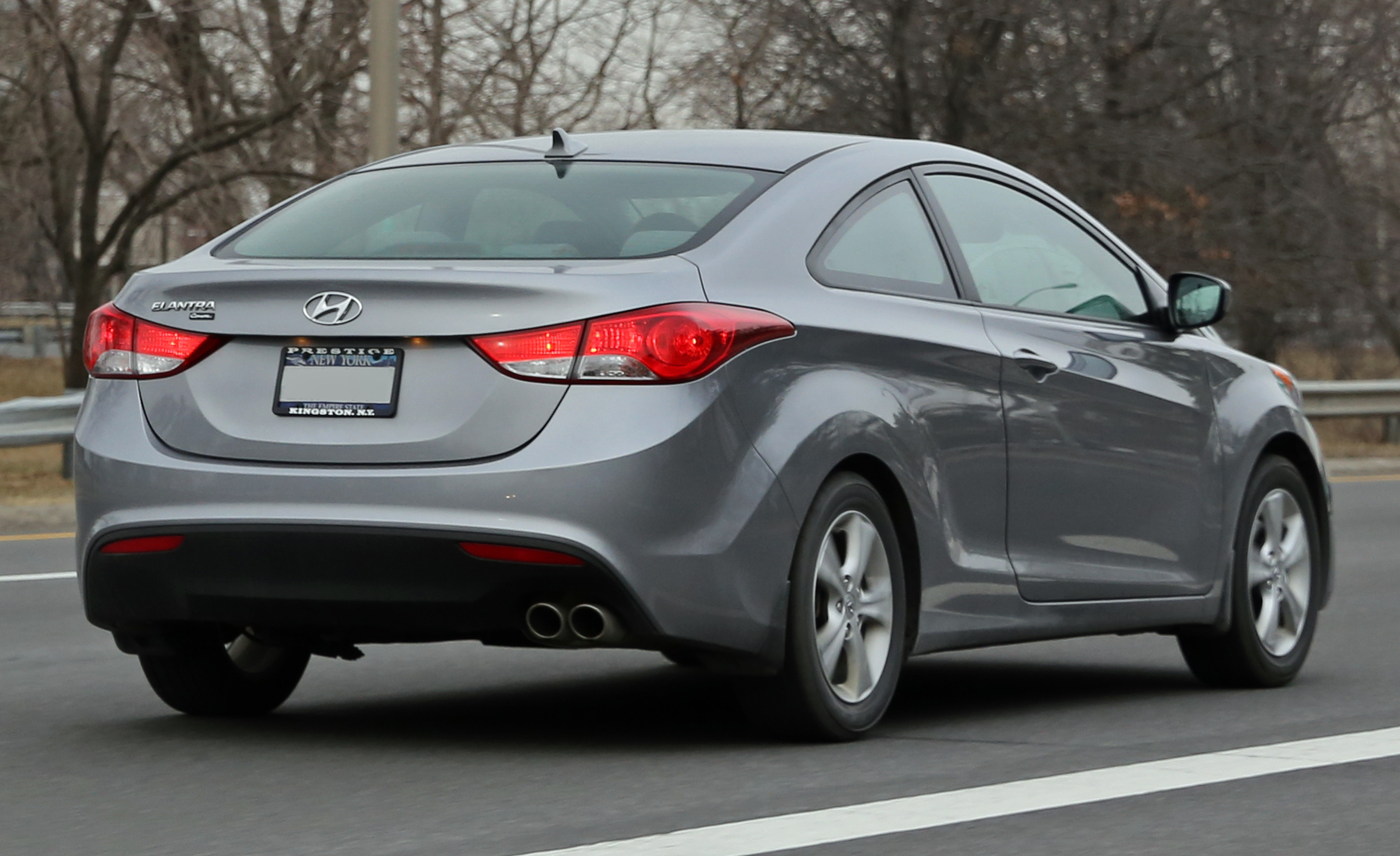
Hyundai Elantra Coupe

Pro modelový rok 2013 bylo představeno kupé na bázi sedanu. Kupé navazovalo na designový jazyk Hyundai „Fluidic Sculpture“ a vyznačovalo se agresivnějším designem než sedan.
Vůz byl představen na mezinárodním autosalonu v Pusanu v roce 2012. Vůz byl vybaven motorem 2.0 Nu GDi se šestistupňovou převodovkou.
Výroba modelu Elantra Coupe byla po modelovém roce 2014 v USA ukončena kvůli slabým prodejům.

### Facelift (2013)
V roce 2013 prošla Elantra faceliftem pro modelový rok 2014. Výbava GLS byla nahrazena výbavou SE a byla nabízená nová varianta Elantra Sport s výkonnějším motorem 2,0l GDI.

Mezi změny exteriéru patří nový design přední a zadní části vozu s tónovanými zadními světly a kryty mlhových světel ve tvaru písmene L. Modely Limited a Sport zahrnovaly projektorové světlomety s LED pásem a LED zadní světla. Nové designy kol byly k dispozici pro všechny výbavy, včetně základní SE, Limited a Sport. 

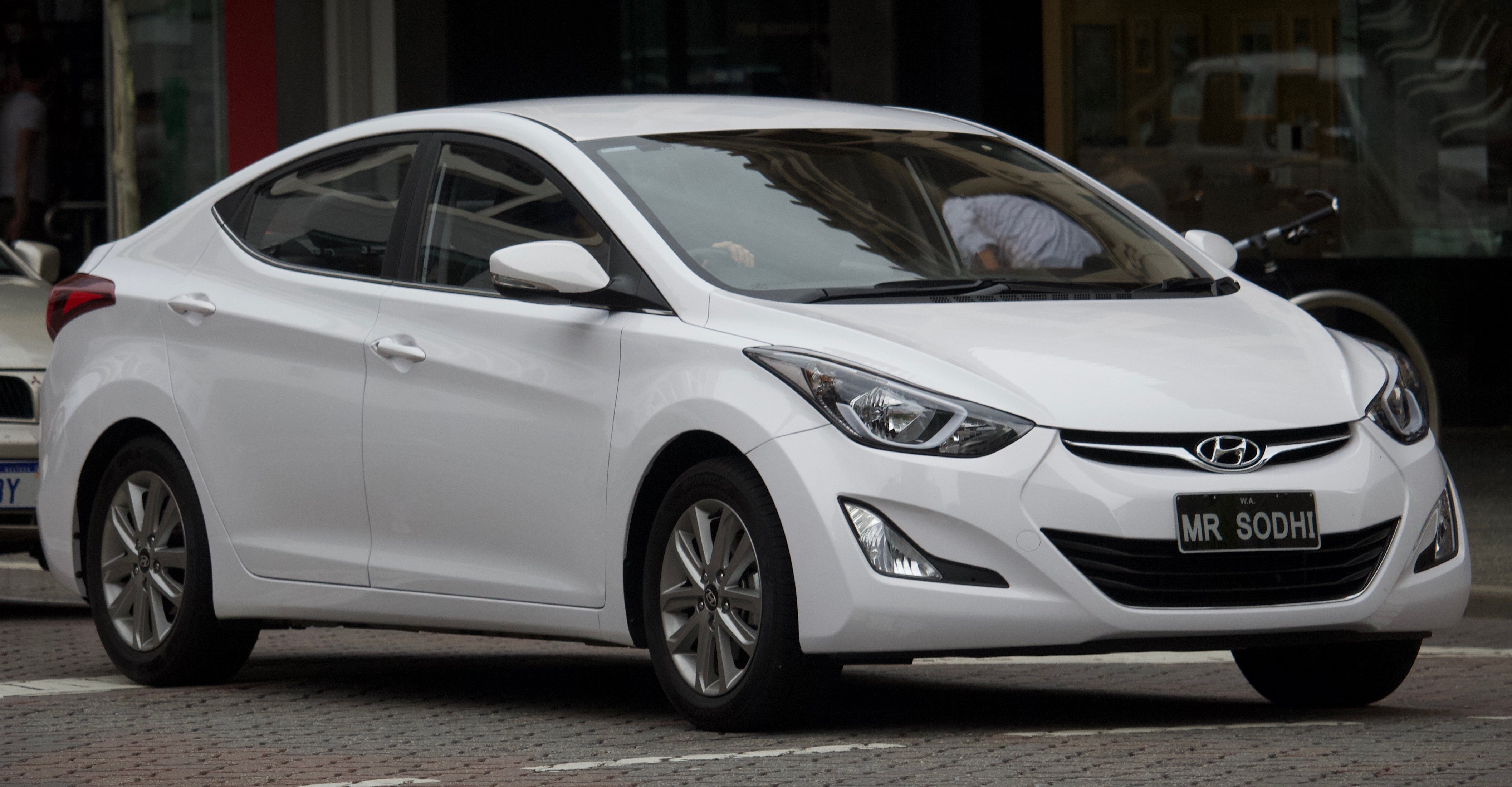
Hyundai Elantra (facelift)
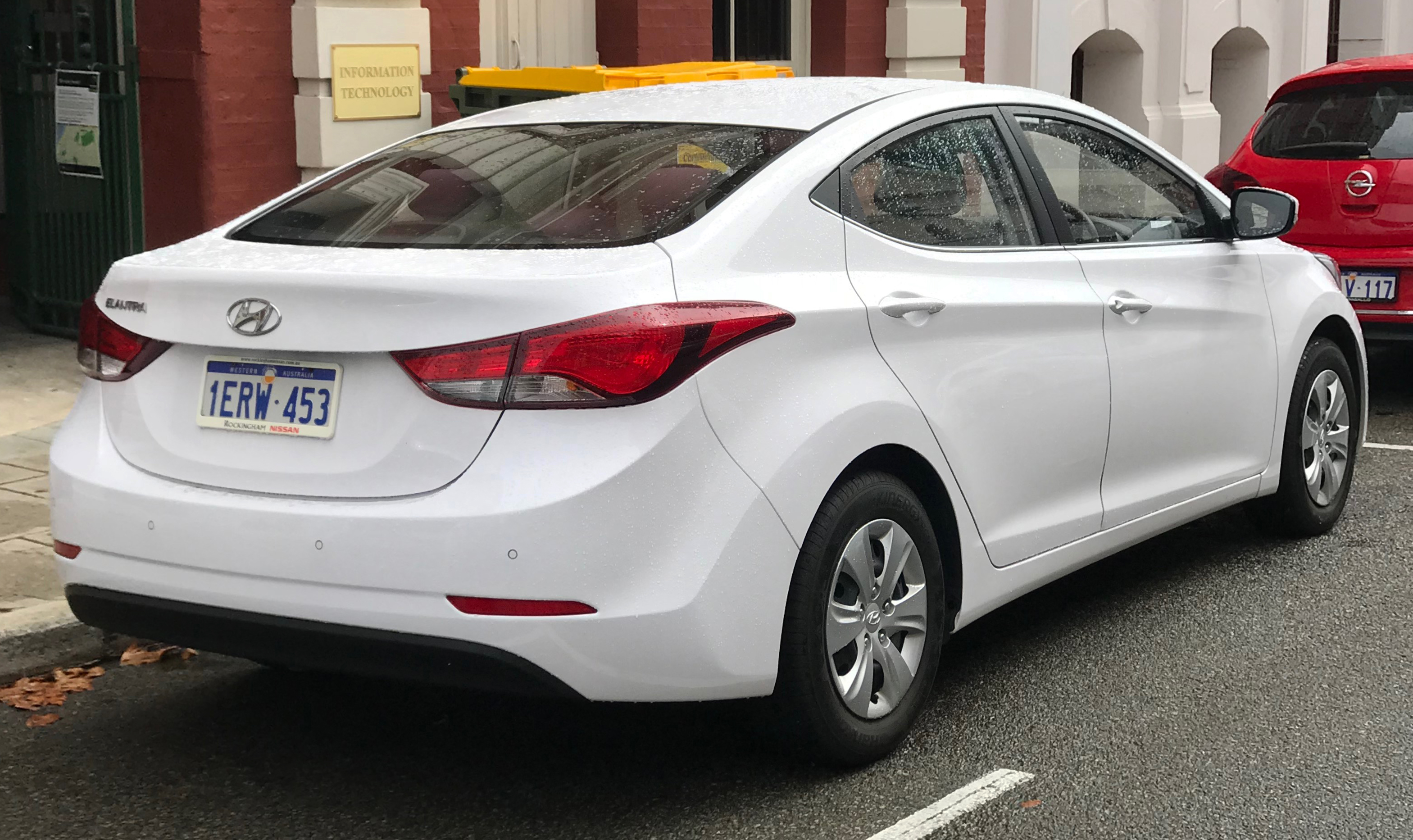
Hyundai Elantra (facelift)

## Šestá generace (AD, 2015)

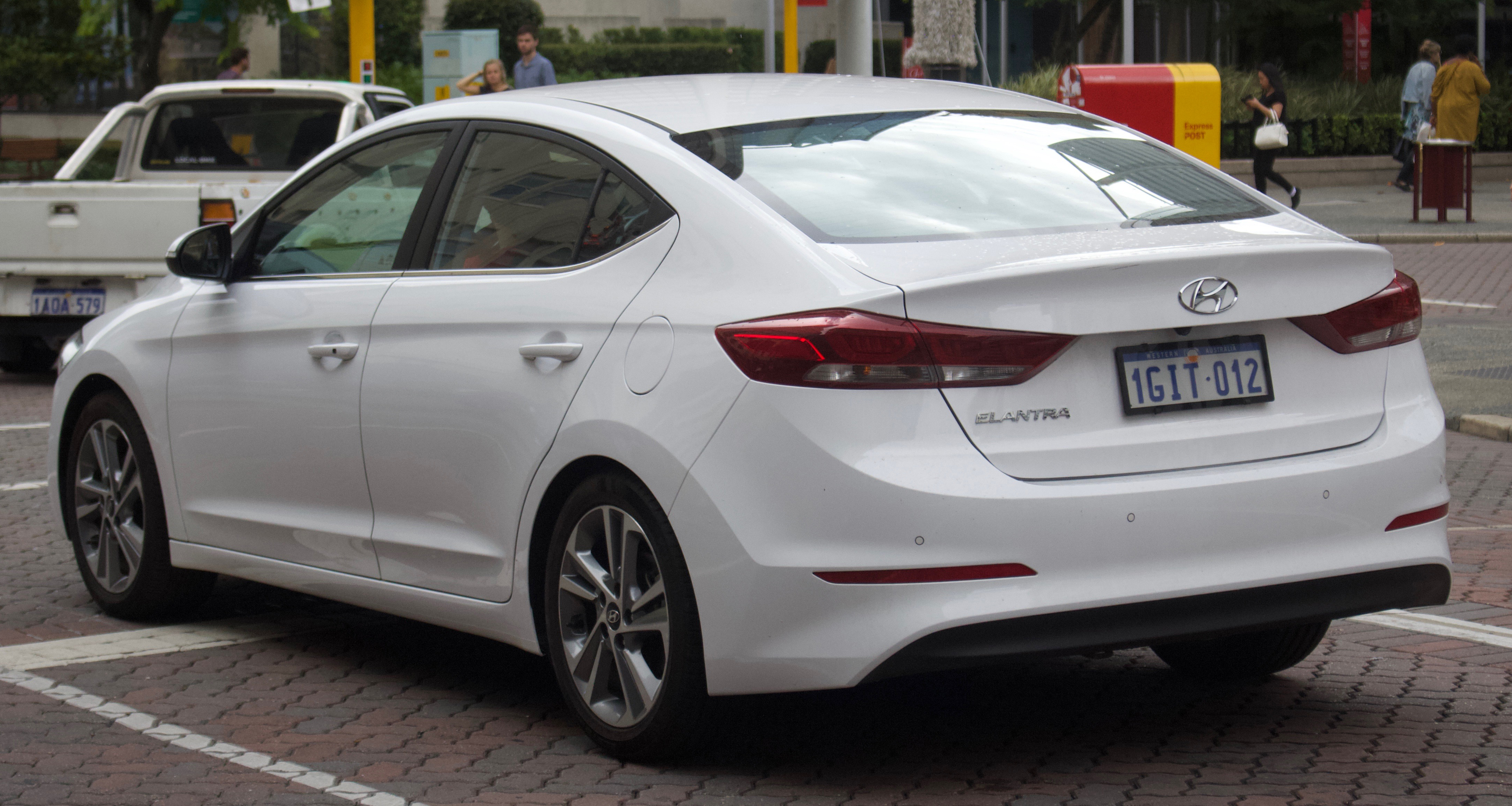
Hyundai Elantra (před faceliftem)

Šestá generace modelu Elantra byla v Jižní Koreji uvedena na trh v září 2015 pod názvem Avante. Design vozu byl posunut ke konzervativnějšímu vzhledu. Designový jazyk „fluidic sculpture“, v jehož duchu byly navrženy všechny vozy Hyundai od roku 2011, je u šesté generace Elantry pryč. Vůz nyní připomíná spíše fastback s linií střechy svažující se od čelního skla k zádi vozu a celkově má méně křivek s pětiúhelníkovými předními a zadními světly, šestiúhelníkovou mřížkou chladiče a přepracovanými panely karoserie a nárazníkem zdůrazňujícími rovné linie podél karoserie. Čelní sklo je oproti předchozí generaci více vytaženo dozadu od kapoty, což vytváří tradičnější vzhled sedanu. Interiér je také méně zaoblený, kokpit, ovladače audiosystému/topení a přihrádka spolujezdce jsou v jediné obloukové linii napříč palubní deskou. Toho bylo dosaženo, aniž by se zmenšil vnitřní prostor kabiny předchozí generace.
Šestá generace modelu Elantra měla severoamerickou premiéru na autosalonu v Los Angeles v listopadu 2015 a do prodeje byla uvedena ve Spojených státech v lednu 2016 a v Kanadě v únoru 2016. Při uvedení na trh byly přítomny dvě úrovně výbavy: SE a Limited (výbavy Value Edition a Sport byly uvedeny později). Ačkoli se Elantra prodává v rámci nižší střední třídy, podle americké klasifikace se řadí mezi sedany střední třídy.

### Elantra Sport

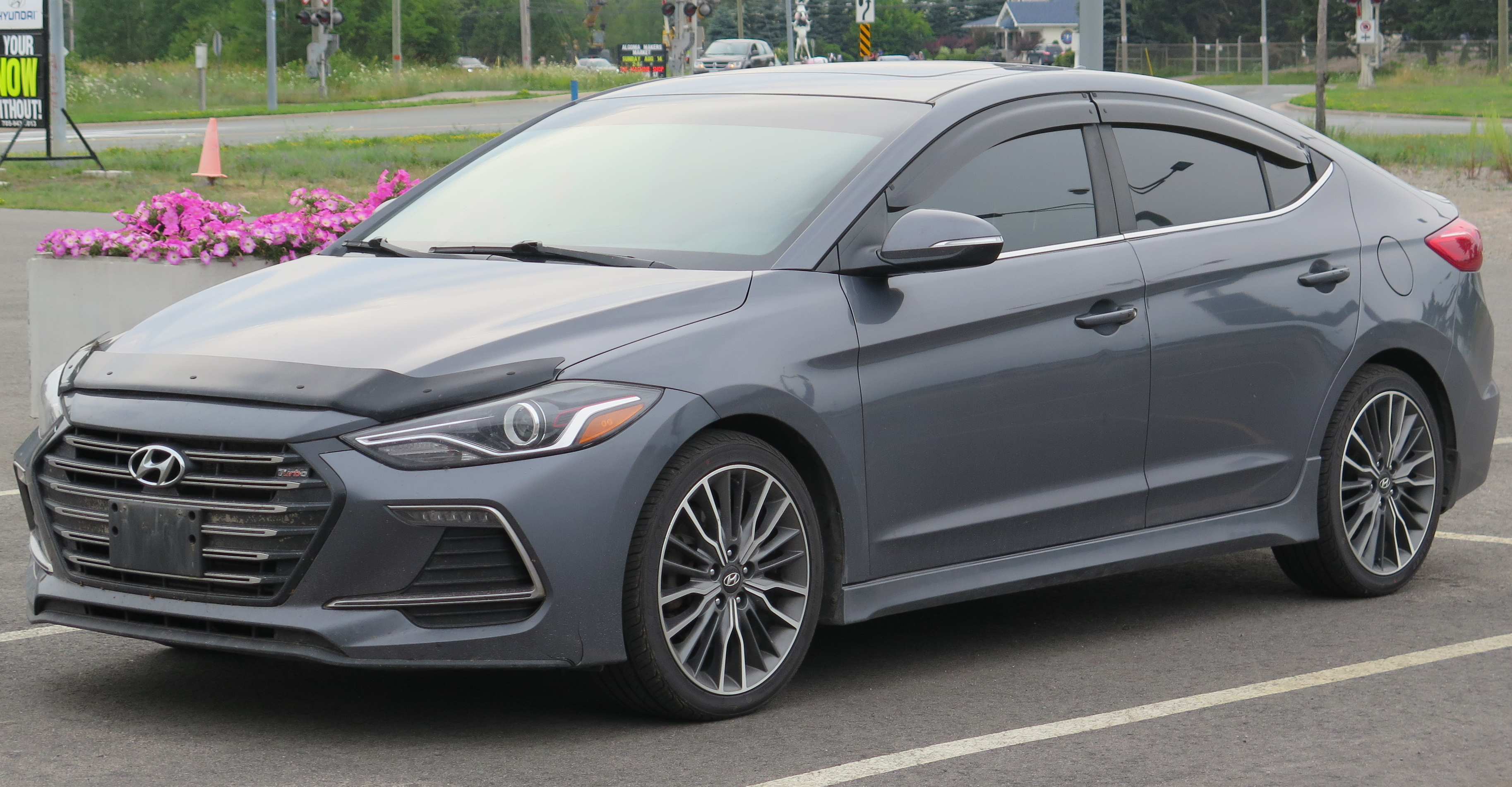
Hyundai Elantra Sport

Přibližně v polovině modelového roku 2017 uvedl Hyundai na severoamerický trh model Elantra Sport. Sport se výbavou řadí mezi modely Eco a Limited a zvenčí se liší jinými předními a zadními světly, nižší světlou výškou, agresivnějším předním a zadním nárazníkem a také dvojitými chromovanými koncovkami výfuku. Pod kapotou modelu Sport se nachází turbodmychadlem přeplňovaný čtyřválec 1,6 litru s přímým vstřikováním paliva a výkonem 201 koní (150 kW). Na výběr je 7stupňová dvouspojková automatická převodovka s manuálním režimem řazení nebo tradiční 6stupňová manuální převodovka. Mezi další úpravy sportovního provedení patří volant s plochou spodní částí, červené prošívání sedadel, větší přední brzdy, osmnáctipalcová kola z lehkých slitin, nezávislé víceprvkové zadní zavěšení, silnější přední stabilizátor a responsivnější zatáčení pro rychlejší pocit z jízdy.

### Facelift
6. září 2018 byl v Jižní Koreji představen faceliftovaný model Elantra (Avante). Navzdory kritice za design v Koreji se Avante stal pátým nejprodávanějším vozem na jihokorejském trhu. Dostal nový vzhled exteriéru, nový design kol, nové bezpečnostní prvky a aktualizovaný středový panel. Mezi vnější změny redesignu patří nová záď s přepracovanými zadními světly, nápisem „ELANTRA“ napříč zádí a skrytým otevíráním zavazadlového prostoru ve znaku Hyundai.
Změny v interiéru zahrnují přepracované ovládání klimatizace a nově navržené výdechy ventilace. Změnil se také volant, který má design sdílený s modely Kona, Veloster a i30. Přístrojová deska a budíky dostaly nové písmo, změn se dočkal také středový displej. Nový pětipalcový dotykový displej audiosystému byl nyní standardem základní výbavy SE a obsahoval i parkovací kameru. Středový úložný prostor před řadicí pákou již nemá dvířka, která by skrývala úložný prostor, aby se do něj vešla nabízená dokovací stanice pro bezdrátové nabíjení Qi pro kompatibilní chytré telefony.

Ve Spojených státech se faceliftovaná Elantra začala prodávat v modelovém roce 2019.

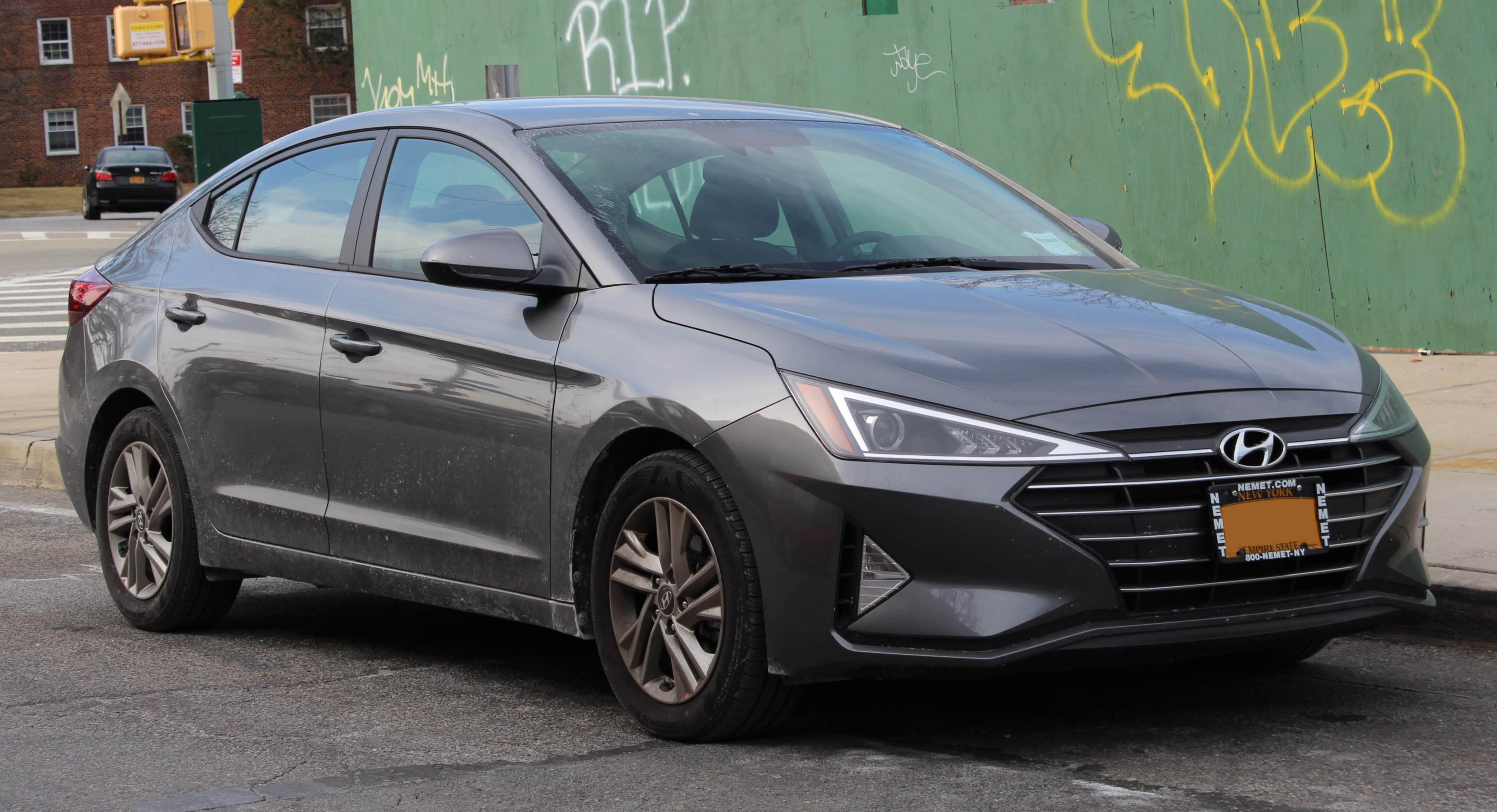
Hyundai Elantra (facelift)
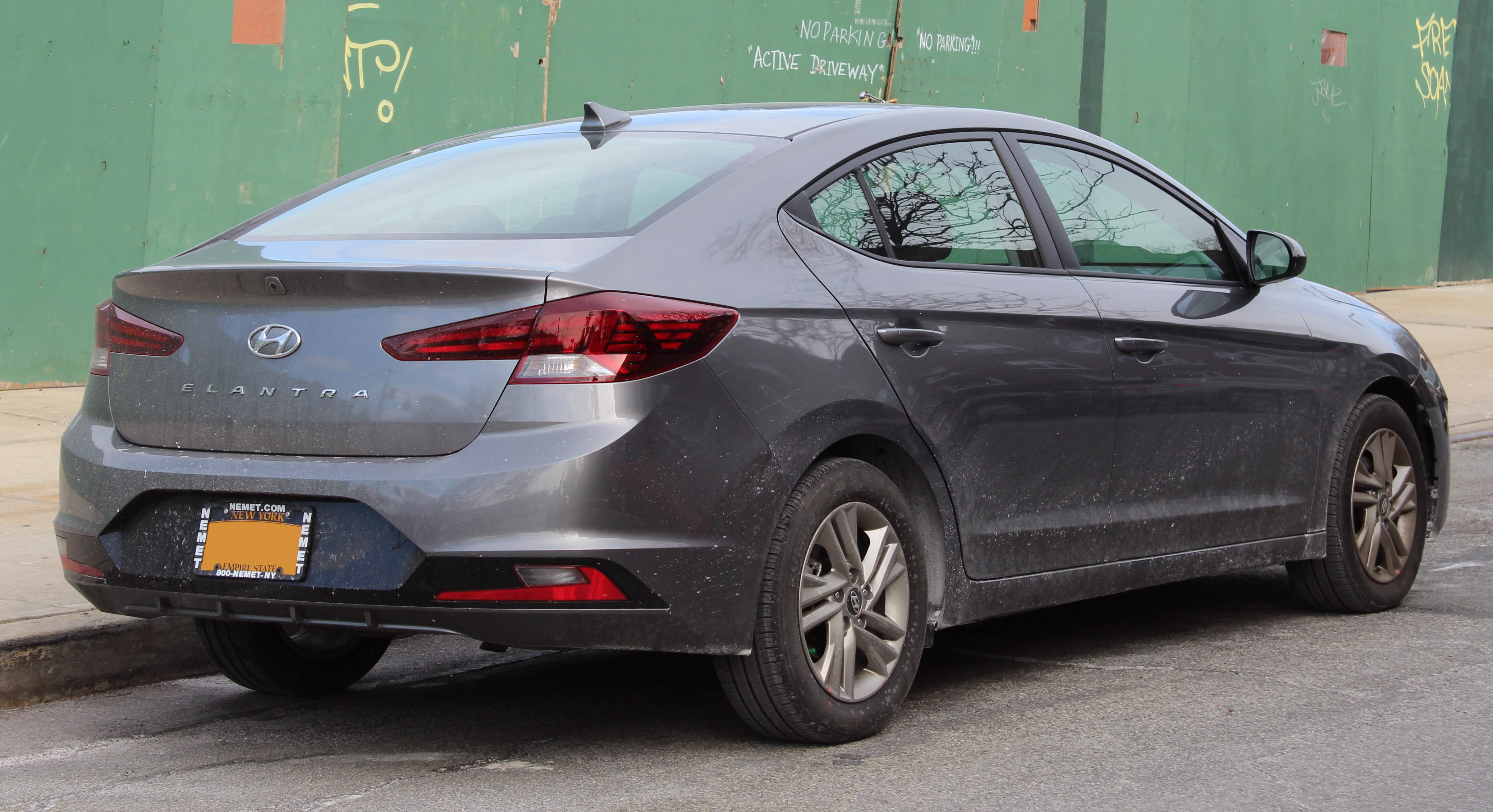
Hyundai Elantra (facelift)

## Sedmá generace (CN7, 2020)

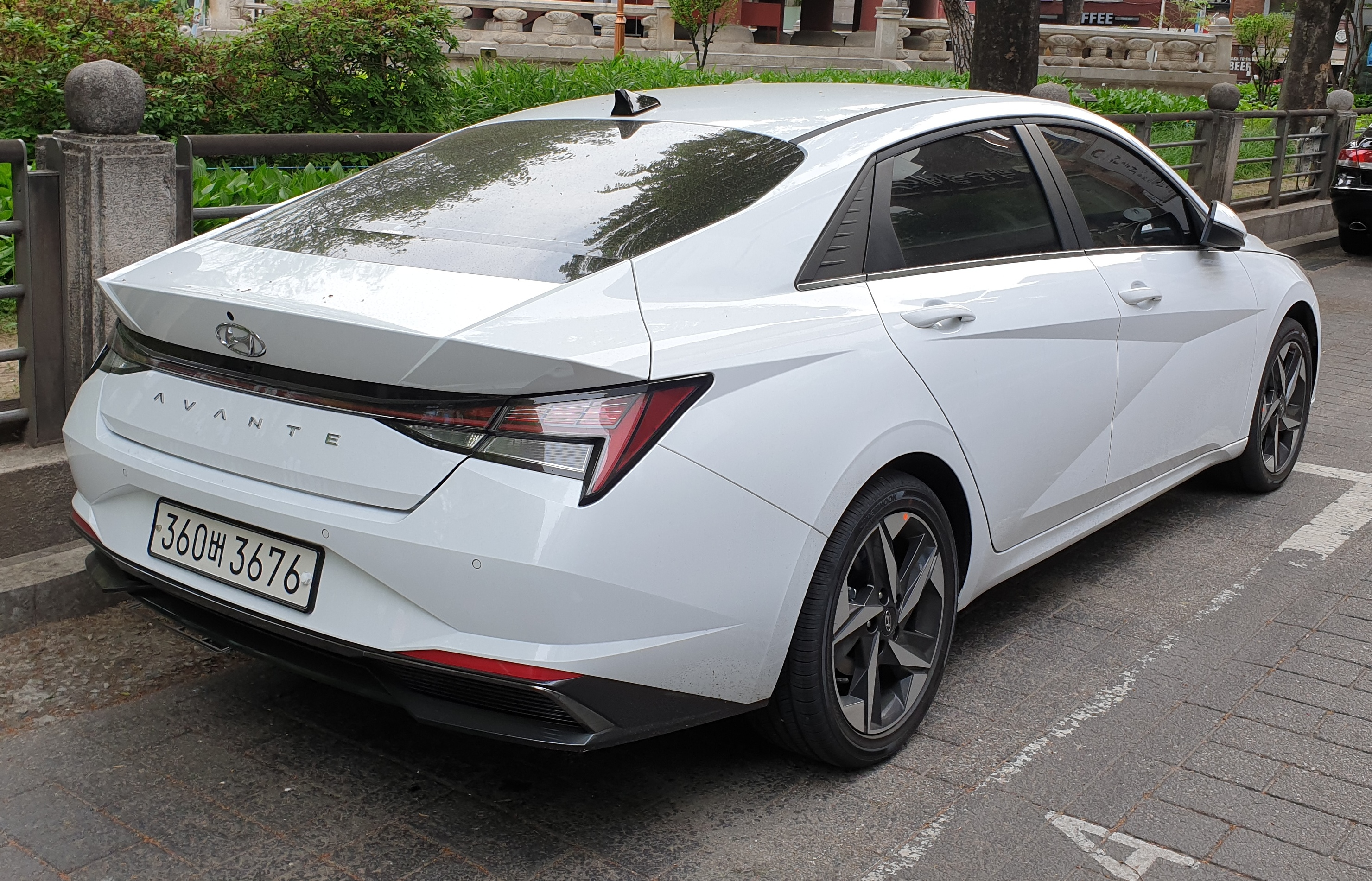
Hyundai Elantra (zde jako Avante, před faceliftem)

Sedmá generace modelu Elantra byla představena 17. března 2020 ve West Hollywoodu pod kódovým označením CN7. Vzhled vozu byl navržen v deisgnovém jazyce Hyundai „parametric dynamics“ a představoval návrat k delší a širší zádi ve stylu sportovního sedanu blížící se ke karoserii fastback. Interiér nabízí více místa pro nohy vzadu a novou podobu přístrojové desky s dvěma digitálními displeji. Vůz se začal prodávat koncem roku 2020 ve Spojených státech a Kanadě. Vůz byl zvolen severoamerickým autem roku 2021.
V Austrálii a na Novém Zélandu je sedmá generace modelu Elantra označována jako i30 Sedan, aby Hyundai mohl spojit model Elantra se zde oblíbeným hatchbackem i30 a dosáhnout tak lepších prodejních čísel pod známým názvem.
Jedná se o první generaci modelu Elantra, která se neprodává v žádné ze zemí západní Evropy.

### Elantra N
V červenci 2021 byla představena Elantra N jako výkonný model řady Elantra v rámci podznačky Hyundai N. Vůz je poháněn řadovým čtyřválcovým motorem o objemu 2,0 litru s turbodmychadlem. Elantra N je taktéž mírně nižší a širší než klasická verze, což zlepšuje aerodynamické vlastnosti vozu. K dispozici je buď s manuální převodovkou, nebo s automatickou dvouspojkovou.

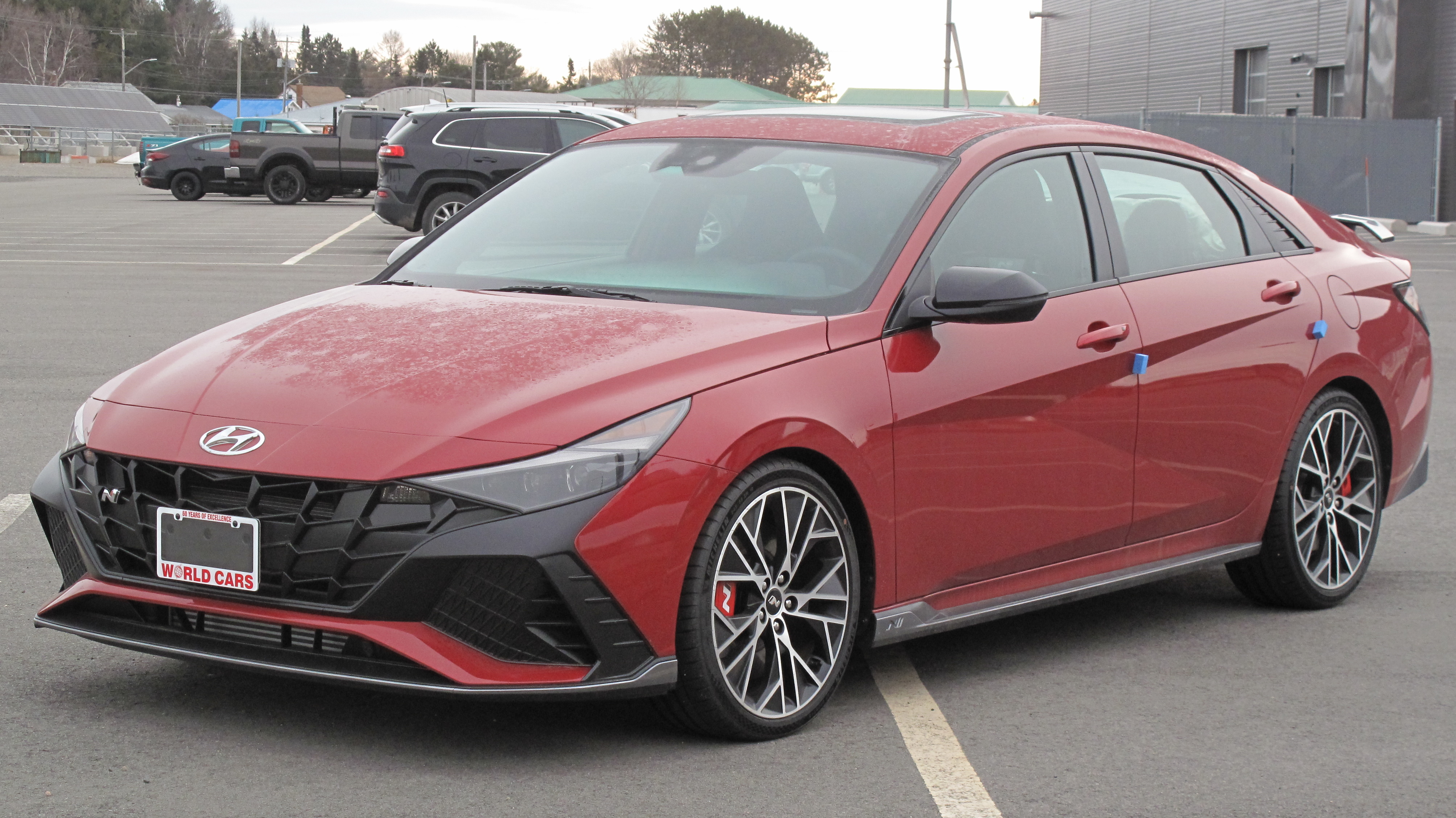
Hyundai Elantra N (před faceliftem)
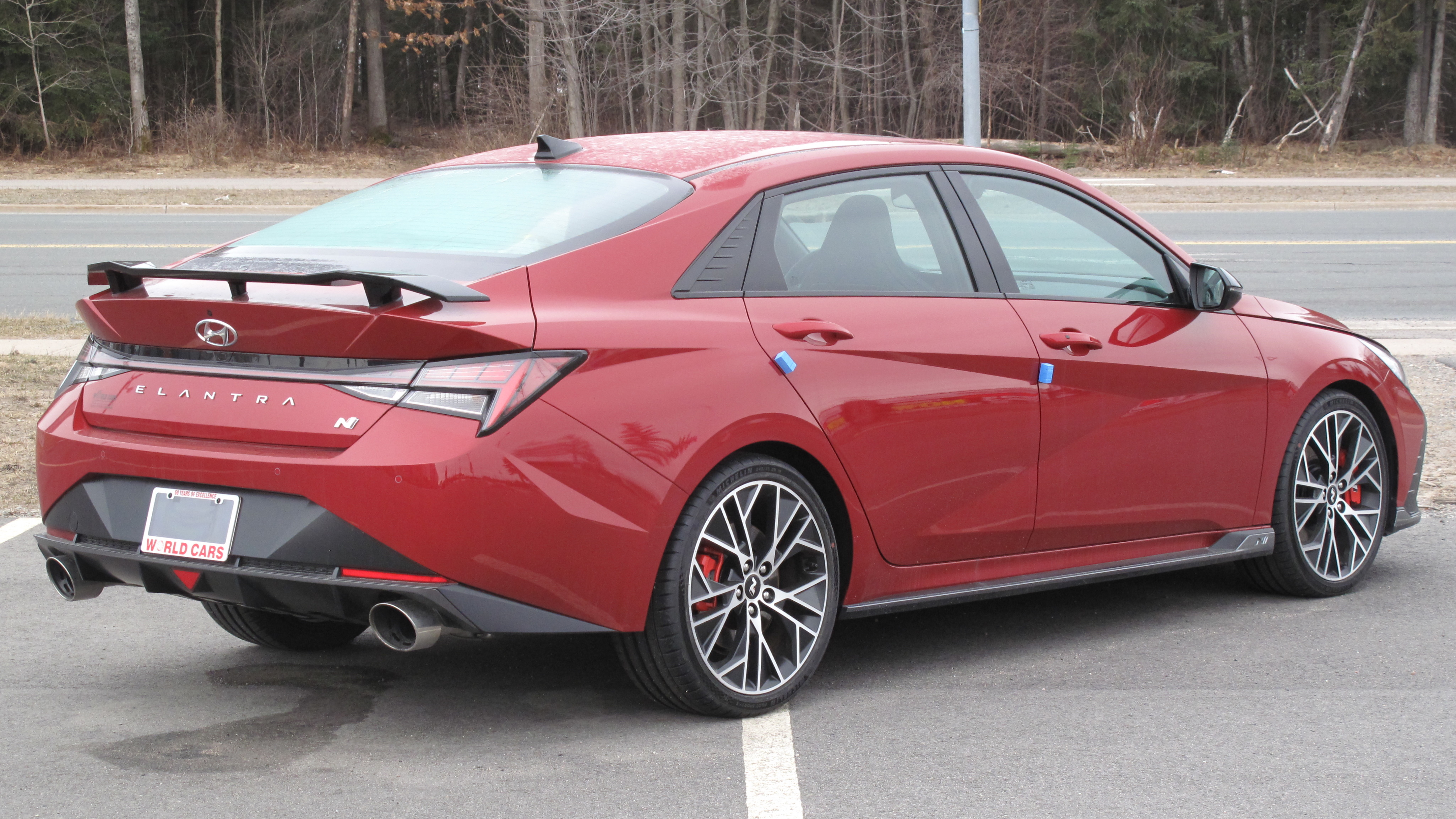
Hyundai Elantra N (před faceliftem)

### Facelift
Faceliftovaná Elantra byla představena v Jižní Koreji 27. února 2023.

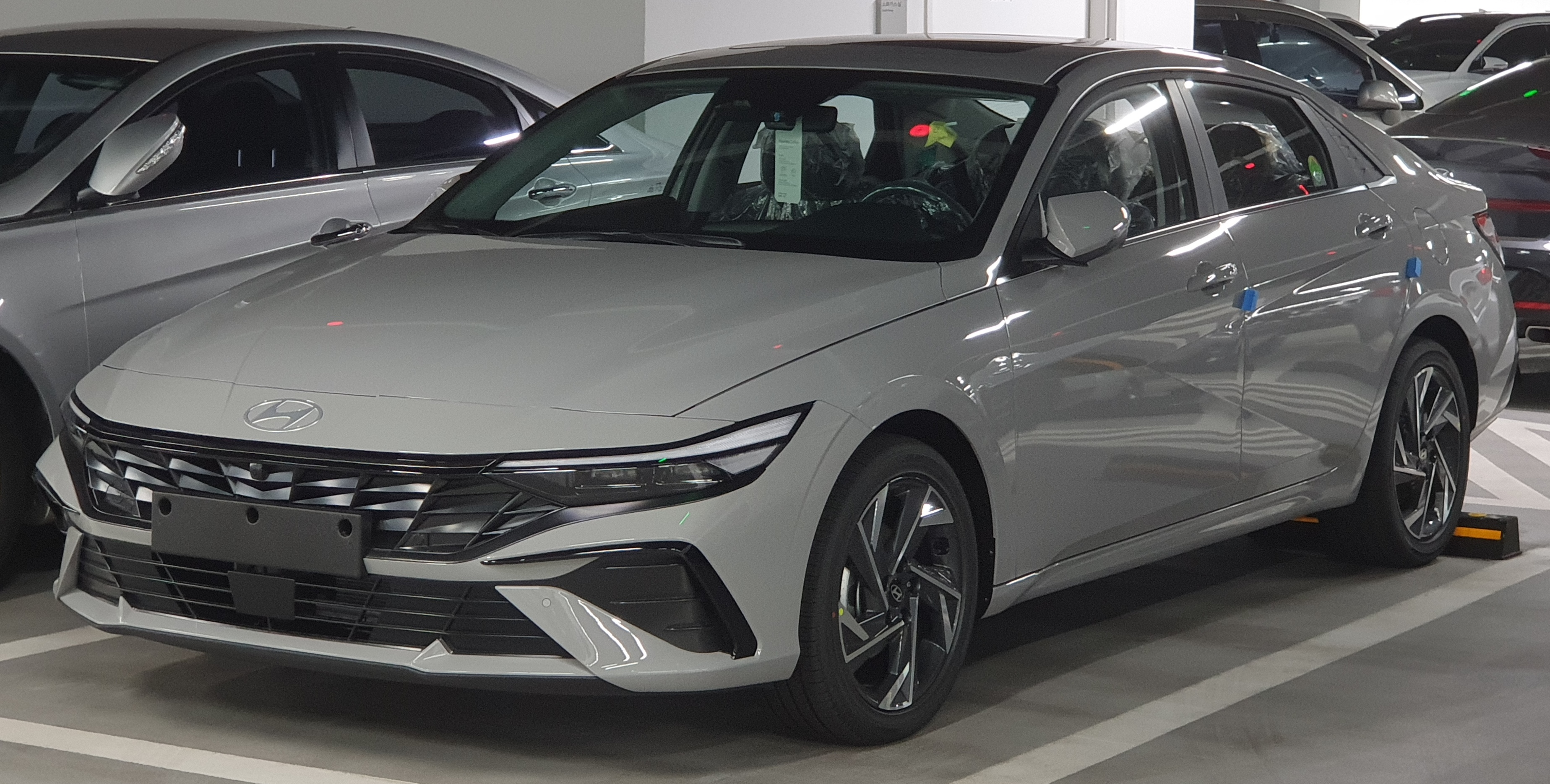
Hyundai Elantra (facelift)
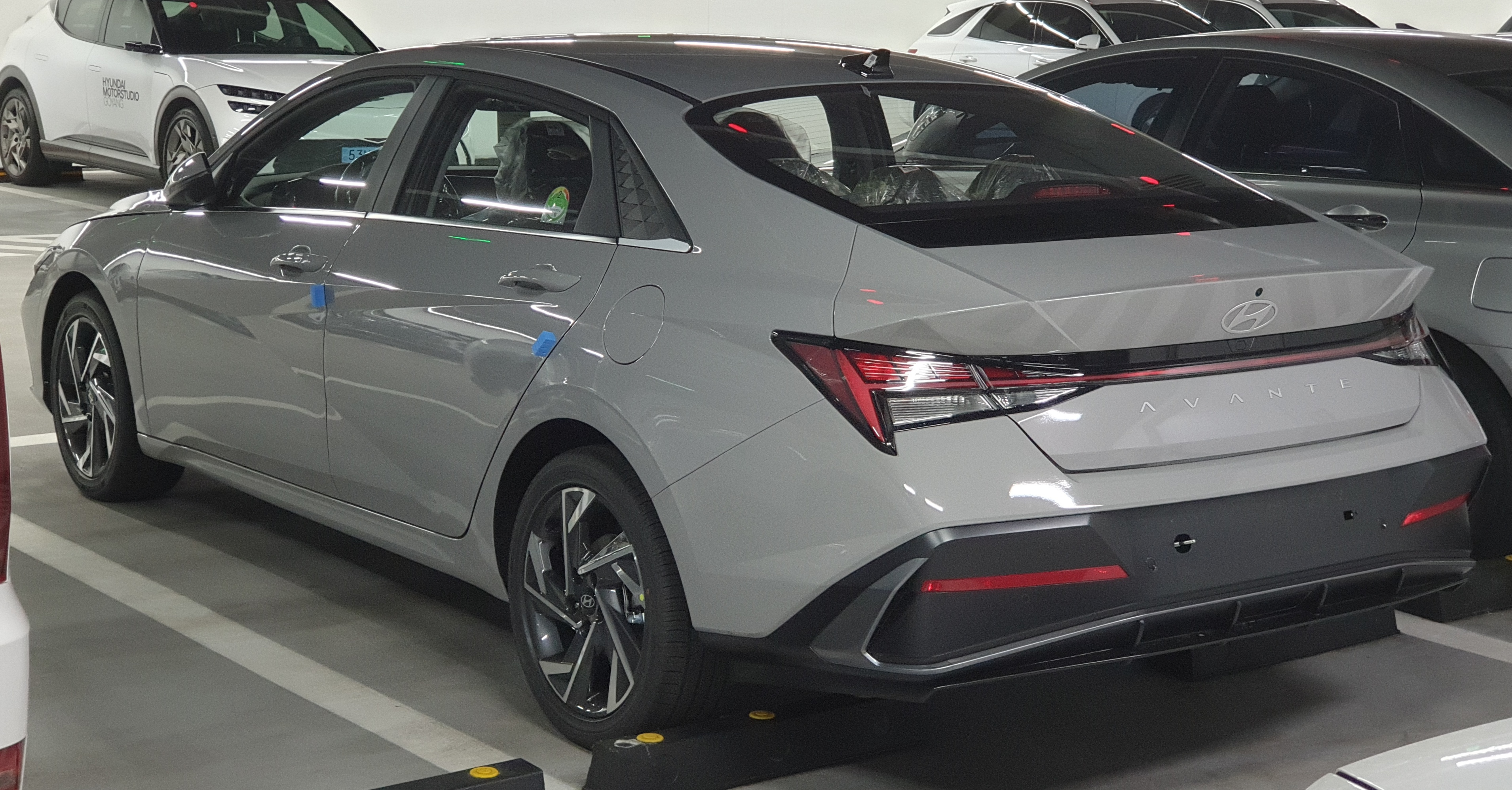
Hyundai Elantra (zde jako Avante, facelift)